# Richard Wagner
Wilhelm Richard Wagner (in italiano pronunciato /ˈvaɡner/; in tedesco [ˈvɪlhɛlm ˈʀɪçaʀt ˈvaːɡnɐ]; Lipsia, 22 maggio 1813 – Venezia, 13 febbraio 1883) è stato un compositore, poeta, regista teatrale, direttore d'orchestra e saggista tedesco.
Riconosciuto come uno fra i massimi esponenti del romanticismo, Wagner è soprattutto noto per la riforma del teatro musicale. Diversamente dalla maggioranza degli altri compositori di opera lirica, Wagner, autodidatta, scrisse sempre da sé il libretto e la sceneggiatura per i suoi lavori.
Le composizioni di Wagner, in particolare quelle del suo ultimo periodo, sono rilevanti per la loro tessitura contrappuntistica, il ricco cromatismo, le armonie, l'orchestrazione e per l'uso della tecnica del Leitmotiv: temi musicali associati a persone, luoghi o sentimenti. Inoltre fu il principale precursore del linguaggio musicale moderno: l'esasperato cromatismo del Tristano avrà un effetto fondamentale sullo sviluppo della musica classica. Egli trasformò il pensiero musicale attraverso la sua idea di Gesamtkunstwerk (opera d’arte totale), sintesi delle arti poetiche, visive, musicali e drammatiche. Questo concetto trova la sua realizzazione nel Festspielhaus di Bayreuth, il teatro da lui costruito per la rappresentazione dei suoi drammi, dove tuttora si svolge il Festival di Bayreuth, dedicato completamente al compositore di Lipsia.
La sua arte rivoluzionaria, in cui sono presenti, dal punto di vista dei libretti, influenze della tradizione della mitologia norrena, germanica e dei poemi cavallereschi, nonché quelle della filosofia di Arthur Schopenhauer, e dal punto di vista musicale influssi dell'intera storia della musica classica, scatenò reazioni contrastanti nel mondo artistico e divise critici e appassionati in "wagneriani" (Richard Strauss, Anton Bruckner e Gustav Mahler) e "antiwagneriani" (tra i secondi, Brahms e Clara Schumann): fu anche per questo che il compositore conobbe il successo solo negli ultimi anni della sua vita.
Il filosofo Friedrich Nietzsche, durante il periodo di amicizia con il compositore, considerò la musica delle sue opere fino alla tetralogia L'anello del Nibelungo come la rinascita dell'arte tragica in Europa, rappresentando il massimo esempio dello spirito dionisiaco nella storia della musica stessa, ossia il suo aspetto istintuale. In seguito, dopo una rottura umana e intellettuale che proseguirà anche dopo la morte di Wagner, lo stesso Nietzsche ritrattò le proprie idee definendo, al contrario, l'opera wagneriana come espressione di una civiltà decadente. Paradossalmente le argomentazioni del filosofo, nei due periodi contrastanti, sono fra le più citate sia dagli ammiratori che dai critici del compositore tedesco.

## Biografia

### Infanzia e giovinezza

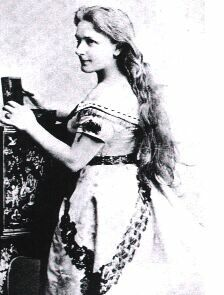
Minna Planer, la prima moglie di Wagner

Wagner nacque il 22 maggio 1813 a Lipsia, nono figlio del giurista e attore dilettante Carl Friedrich Wagner (1770 – 1813) e di Johanna Rosine Wagner (1774 – 1848), nata a Pätz.
Sei mesi dopo la sua nascita suo padre morì di tifo. La madre sposò allora l'attore e poeta Ludwig Geyer, secondo alcuni già suo amante e forse vero padre di Wagner, che si era occupato della famiglia dopo la morte di Carl Friedrich. Dopo la morte del padre, la famiglia si era tristemente trasferita a Dresda.
Nel 1828 Wagner tornò a Lipsia e completò le scuole superiori, ma tuttavia non si distinse per una particolare dedizione. Era sempre incerto se intraprendere una carriera di pittore, letterato, saggista, scultore o architetto e la musica era ancora una sorta di sogno lontano. Il giovane Wagner era di temperamento molto esuberante, si entusiasmava facilmente anche per le piccole cose futili e sentiva ardere dentro di sé lo "spirito" della rivoluzione. A 16 anni assistette a una rappresentazione del Fidelio di Beethoven e da quel momento decise di diventare compositore. Inizialmente si formò da autodidatta e si cimentò con delle piccole composizioni molto rudimentali: le prime sonate, un quartetto d'archi e un precoce tentativo mai completato di opera teatrale: Le nozze. Dal 1831 prese per soli sei mesi lezioni di composizione presso Christian Theodor Weinlig (direttore di un importante coro di Lipsia, il Thomanerchor), al quale dedicò la sua prima composizione, una "sonata per pianoforte" in si bemolle maggiore (Klaviersonate in B-Dur). Dopodiché sospese gli studi e si dedicò unicamente alla composizione.
Nel 1833 cominciò a comporre Die Feen (Le fate), strettamente legata alla tradizione musicale tedesca e seguita negli anni successivi da Il divieto d'amare (1835-1837) e dal Rienzi (1837-1840). Svolgendo l'attività di direttore musicale del piccolo teatro di Magdeburgo conobbe la cantante Minna Planer, che sposò nel 1836. In 'Mein Leben', Wagner ricorda che verso la "graziosa signorina Minna Planer" non nutrì mai un vero sentimento amoroso, ma il suo affetto e il suo senso pratico della vita costituivano per lui un rifugio sicuro dove frenare gli eccessivi voli di fantasia. Il temperamento ribelle e dissoluto di Wagner aveva infatti bisogno di un piccolo mondo affettivo in cui rifugiarsi tra le tante battaglie di un'esistenza incompresa. Tuttavia, tali differenze di carattere, oltre alla mancanza di figli e al generale senso di irresponsabilità da parte dell'artista, costituirono ben presto motivo di crisi matrimoniale.
Dal 1837 divenne direttore d'orchestra a Königsberg (l'attuale Kaliningrad). Poco dopo il teatro fu costretto a chiudere per eccesso d'indebitamento. Wagner venne licenziato, ma riuscì a ottenere un posto di direttore a Riga. Qui cominciò a comporre Rienzi.
Nel 1839 perse il posto anche a Riga. Per sfuggire ai creditori fuggì in modo rocambolesco, varcando di nascosto il confine fra Russia e Prussia, e si imbarcò con Minna su un piccolo veliero alla volta di Londra. Mentre assisteva a una tempesta sul mare durante il viaggio, gli venne l'ispirazione per comporre L'olandese volante, che rappresenta il primo capolavoro autenticamente wagneriano, sebbene ancora compreso nel periodo giovanile che si protrarrà fino al Lohengrin.
Trascorse gli anni dal 1839 al 1842 in condizioni di grande povertà a Parigi. Per sopravvivere dovette rassegnarsi a impegnare le fedi matrimoniali al monte di pietà e scrivere delle trascrizioni di pezzi per banda, portando a termine Rienzi e continuando nel contempo la stesura de L'olandese volante. È di questi anni l'incontro con Ludwig Feuerbach, la sua filosofia dell'ateismo e le teorie socialiste di Pierre-Joseph Proudhon, che influenzarono le prime versioni della Tetralogia (L'anello del Nibelungo). Tuttavia, lo stile Grand-Opéra francese del Rienzi riscosse un grande successo che gli permise di ottenere il posto di direttore d'orchestra dell'Opera di Dresda, avvenimento che per la moglie Minna costituì l'inizio di una brillante carriera. Fiducioso che questa posizione avrebbe favorito il rapporto del pubblico nei confronti della sua nuova arte, Wagner si aspettava un altro trionfo con L'olandese volante, rappresentato a Dresda il 2 gennaio 1843, ma lo strano impianto del dramma, che aboliva i pezzi a forma chiusa e tratteggiava i personaggi con una sensualità profonda fino ad allora sconosciuta, disorientò il pubblico del teatro. Un esito ancor più tiepido riscosse la prima del Tannhäuser (a Dresda, nel 1845), scritto – a detta dell'autore – in uno stato di eccitazione febbrile. In realtà, il giovane Wagner si sentiva prigioniero di un mondo che odiava, specchio di un'arte legata al conformismo dell'epoca, nonostante il compenso annuo di 1 500 talleri che facevano la gioia di Minna e della sua pacifica vita borghese. Questa situazione, unita alla freddezza del pubblico nei riguardi dei suoi lavori, lo portò alla creazione di Lohengrin, personaggio in cui Wagner rivide se stesso nel vano desiderio di essere accettato, in un momento di debolezza della sua vita di uomo e di artista. "Mi sentii spinto a chiedere: da dove vieni, perché? E per lungo tempo la mia arte sparì davanti a queste domande".
Nacquero intanto le sue grandi amicizie: Franz Liszt, già conosciuto in un albergo di Berlino nel 1842, e Hans von Bülow, il futuro direttore d'orchestra, entrambi ferventi ammiratori della sua musica.

### La rivoluzione del 1848
I sei anni che separarono la composizione del Lohengrin (terminato nel '48) e l'inizio de L'oro del Reno furono radicali per il processo di evoluzione stilistica del compositore. Questo periodo d'inattività musicale fu segnato dalla stesura di numerosi libri teorici, in cui Wagner spiegò la sua nuova concezione artistica e politica del mondo: Opera e dramma, Opera d'arte dell'avvenire, L'arte e la rivoluzione. In essi si legge: "Il bisogno più urgente e più forte dell'uomo perfetto e artista è di comunicare se stesso – in tutta la pienezza della sua natura – all'intera comunità. E non può arrivare a tanto se non nel dramma".
«Il popolo è l'insieme di tutti coloro che provano una necessità comune. Dove non esiste necessità non esiste vero bisogno. Dove non esiste vero bisogno pullulano tutti i vizi, tutti i delitti contro la natura, ossia il bisogno immaginario. Ora, la soddisfazione di tale fittizio bisogno è il "lusso". Il lusso non può mai essere soddisfatto perché, essendo qualcosa di falso, non esiste per esso un contrario vero e reale in grado di soddisfarlo e assorbirlo. Esso consuma, tortura, prostra la vita di milioni di poveri, costringe un intero mondo nelle ferree catene del dispotismo, senza riuscire a spezzare le catene d'oro del tiranno. È l'anima dell'industria che uccide l'uomo per usarlo come una macchina.».
L'opera d'arte fu vista come una sorta di sublimazione di un mondo affrancato dall'ipocrisia e dal potere del ricco sul povero. Si trattava di una teoria positivistica ancora precaria, pre-schopenhaueriana, ma affine allo spirito della rivoluzione che in quel periodo ardeva un po' in tutta Europa. E proprio la rivoluzione del 1848 vide Wagner impegnato a erigere barricate al fianco di Bakunin. Ovviamente perse il posto di direttore a Dresda con grande disappunto di Minna. Il 3 maggio Wagner accompagnò la moglie a Chemnitz, lontana dalla guerra, per tornare a Dresda con Bakunin e Hubner, membro del governo provvisorio. Ma quando i due vennero arrestati dalla polizia reale, Wagner decise di lasciare la Sassonia per evitare guai (il mandato d'arresto lo raggiunge il 16 maggio) e riparò precipitosamente a Weimar, sotto la protezione di Franz Liszt. Pur aiutandolo, l'amico criticò le sue velleità politiche incitandolo a dedicarsi esclusivamente all'arte, come lo stesso Liszt scrisse in una lettera seguente: "Basta con la politica e con le chiacchiere socialiste. Occorre rimettersi al lavoro con ardore, il che non sarà difficile, con il vulcano che Ella ha nel cervello".
Gli donò quindi trecento franchi per il viaggio che lo avrebbe condotto in esilio a Zurigo e a Parigi. Minna gli scrisse che sarebbe tornata da lui solo quando sarebbe stato in grado di mantenerla con un lavoro sicuro, sebbene continuassero a vedersi e a scriversi di frequente. Di lei, Wagner scrisse a Liszt: «Sempre c'erano state tra noi scene di appassionati litigi senza che vi fosse mai un ravvedimento da parte sua. Resomi conto delle nostre differenze di carattere e di cultura intellettuale, toccava sempre a me essere ragionevole e addolcirla con il mio pentimento.».
Del resto cominciarono a manifestarsi le prime simpatie femminili che costelleranno per sempre la vita dell'artista, facilmente preda di fugaci relazioni amorose: la signora Ritter gli mandò cinquecento talleri e una pensione annuale che gli assicurò momentaneamente la vita, e madame Laussot (Jessie) – innamorata della sua arte – lo invitò a Bordeaux, presso di lei. Rattristato dalla notizia della condanna a morte di Bakunin, Wagner meditò un favoloso viaggio in Medio Oriente, "lontano da questa ristretta esistenza di libri" (Mein Leben). La giovane Jessie avrebbe voluto seguirlo ma, dopo una serie ripetuta di visite culminate con le proteste di Minna e del marito di Jessie, la polizia lo allontanò anche da Bordeaux. A salvarlo ci pensò ancora Liszt, che aveva appena diretto con successo la prima assoluta del Lohengrin a Weimar (1850). La notizia dell'evento richiamò l'attenzione e la fiducia di Wagner che, stabilitosi a Zurigo con Minna, da questo momento si dedicherà incessantemente alla composizione della Tetralogia.

### 1850-1859:Tristano e Isotta, Matilde Wesendonck e Venezia

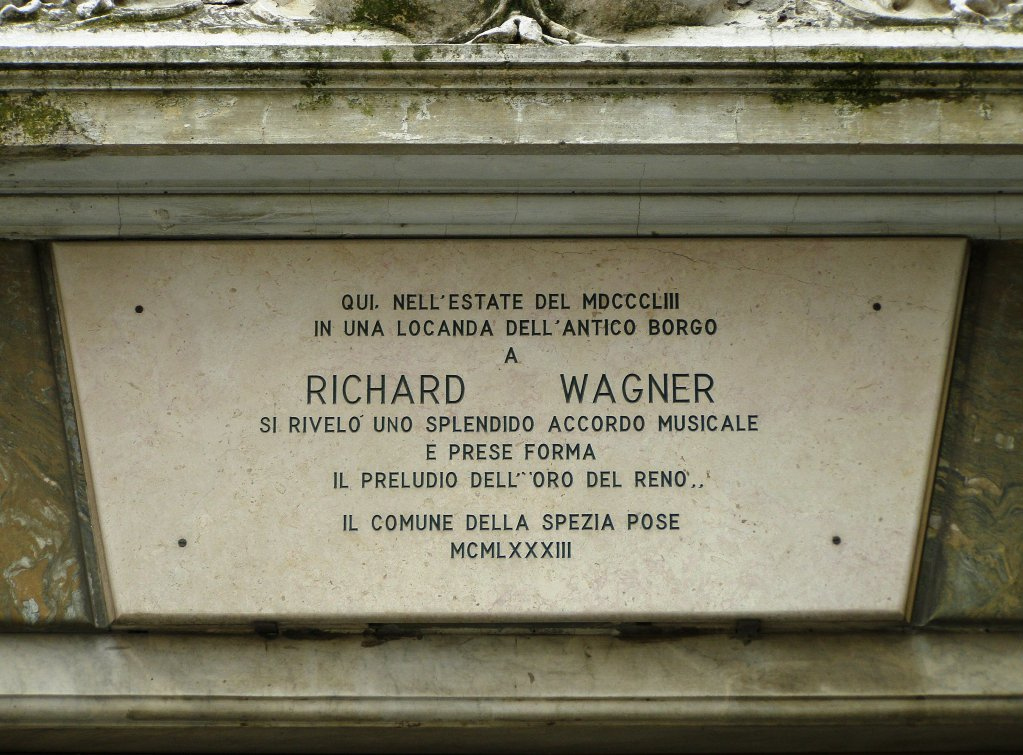
Wagner alla Spezia nel 1853

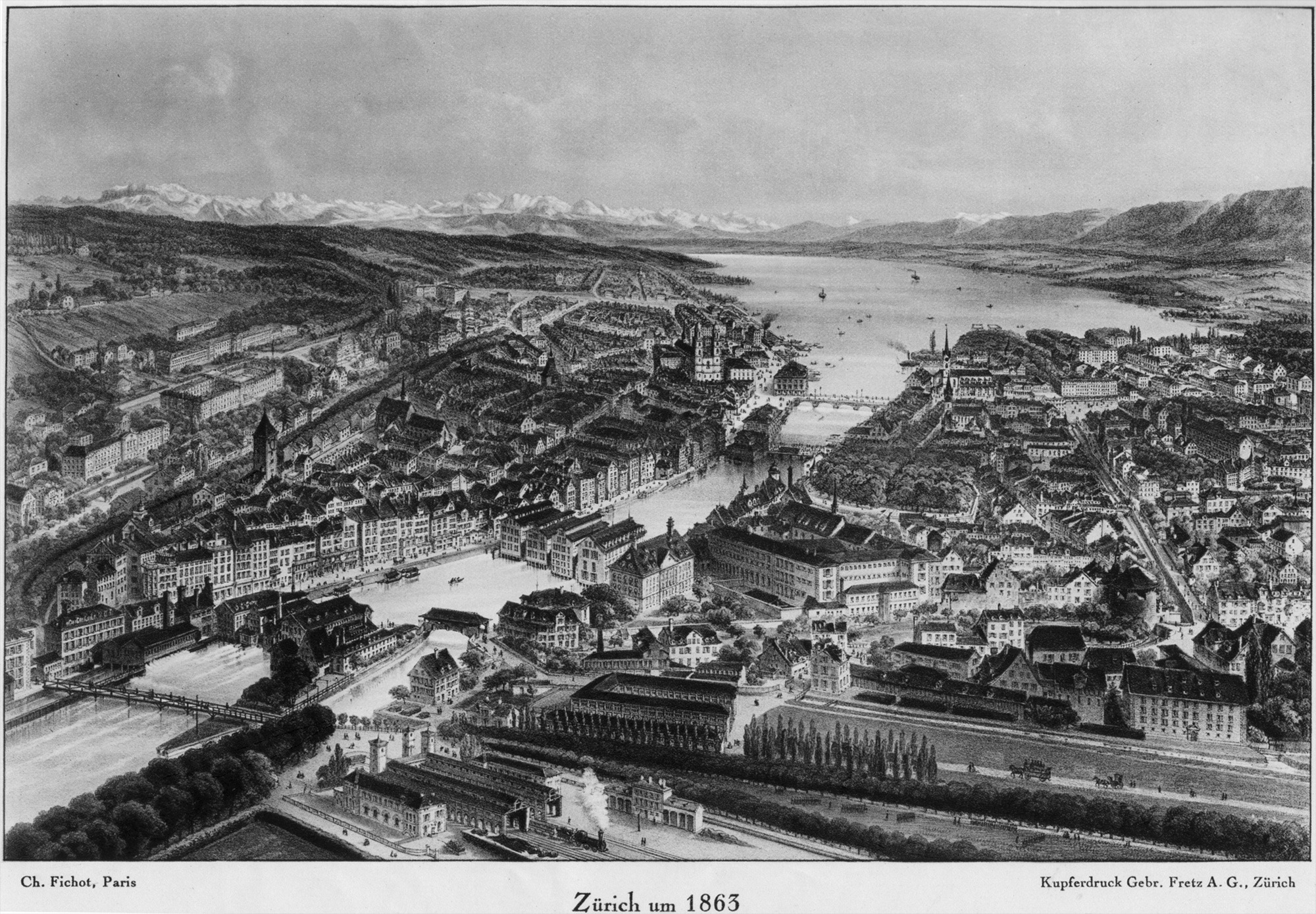
Una veduta di Zurigo

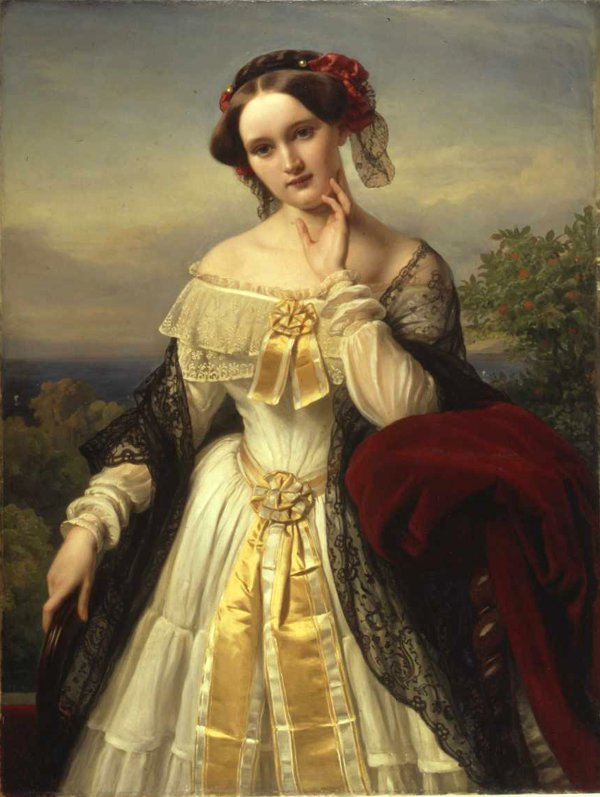
Mathilde Wesendonck

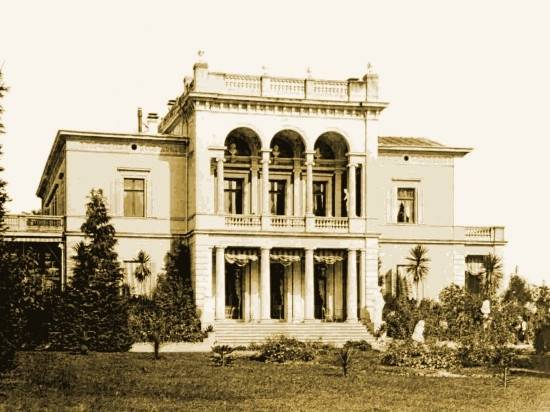
La villa di Otto Wesendonck a Zurigo. La foto risale al periodo del Tristano

A Zurigo incominciò una vita relativamente stabile per Wagner, appoggiato dagli amici di Bakunin – molti dei quali esuli in Svizzera – e dalla celebrità che gli derivava dall'esecuzione delle sue musiche. Per quanto osteggiato, il genio del musicista sembrava ormai indiscutibile. Grazie a Liszt, il Tannhäuser venne rappresentato in molti teatri tedeschi, mentre L'olandese volante venne diretto a Zurigo dall'autore stesso.
Nel 1852, dopo il primo viaggio in Italia che lo portò sulle rive del lago Maggiore, Wagner terminò il testo de L'anello del Nibelungo.

Proprio in Italia trovò ispirazione per il preludio musicale de L'oro del Reno – prologo della Tetralogia – poco dopo lo sbarco dalla nave che da Genova lo portò a La Spezia.
Appassionato anche di montagna (la quale ricorre spesso – insieme al mare – nell'ambientazione dei suoi drammi), intraprese avventurose passeggiate sui monti della Svizzera centrale. Tuttavia, accanto al tema della natura, l'evento che segnò una svolta nella sua vita fu l'incontro con la filosofia di Schopenhauer, che ebbe l'effetto di modificare i passati ideali della rivoluzione. Leggendo Il mondo come volontà e rappresentazione, Wagner trovò la conferma di ciò ch'egli stesso andava lentamente maturando. Le significative frasi finali de L'anello del Nibelungo furono più volte modificate e improntate a queste nuove teorie, che tratteggiavano già i drammi di Parsifal e di Tristano. Tristano, per la cui concezione fu fondamentale un altro evento di assoluta importanza nella vita del compositore: l'amicizia con la famiglia Wesendonck. Otto Wesendonck era socio in affari di un'industria tessile di New York e conobbe il musicista durante un concerto di musiche di Beethoven. Sua moglie Matilde, poetessa dilettante, sembrava fatta apposta per condividere il genio dell'artista. Del resto, erano anni di fervente attività creativa. Entro il 1856, L'oro del Reno e Die Walküre furono terminati. Sigfrido seguì d'appresso, così che l'immenso lavoro della Tetralogia sembrò quasi concluso; s'interruppe però a metà del secondo atto del Sigfrido, quando i rapporti tra Richard e Matilde divennero sempre più intimi. Otto aveva affittato all'amico un'ala della sua villa di Zurigo, il cosiddetto "asilo", un'oasi di pace dove vivere in tutta tranquillità. Richard vi si stabilì con Minna, i cani e i pappagalli. La moglie non tardò ad accorgersi di questo nuovo amore che cresceva mese dopo mese, una passione travolgente che interruppe la stesura dell'anello per intraprendere Tristano. A Matilde si devono inoltre le cinque poesie dei Wesendonck-Lieder, che Wagner musicò nell'intimità della loro relazione, rarissimi saggi del Maestro al di fuori dell'orbita del dramma.
«Un anno fa, oggi, terminai il poema del Tristano e ti portai l'ultimo atto. Tu mi abbracciasti e mi dicesti: ora non ho più desideri! In quel momento, io rinacqui una seconda volta. Mi ero andato sempre più staccando dal mondo con dolore. Tutto in me era diventato negazione, rifiuto e desiderio di opporre un'affermazione. Una donna dolce si è gettata in un mare di sofferenze per offrirmi quell'istante adorabile e per dirmi che mi ama…».
A questo punto lo scandalo esplose all'improvviso: Minna mostrò a Otto Wesendonck le lettere del marito a Matilde, a cui seguirono interminabili scenate di gelosia. Otto fu conciliante, ma Wagner dovette lasciare "l'asilo". Riparò quindi a Venezia, dove trascorse sette mesi di assoluto isolamento. Alloggiò all'albergo Danieli e a palazzo Giustinian, dove portò avanti la stesura del Tristano.
Protetto dal passaporto svizzero che le autorità austriache rispettarono seriamente (contro i tentativi dei ministri di Sassonia di espellerlo dal Lombardo-Veneto), Wagner rimase a Venezia fino al marzo del 1859, "lontano dalla polvere delle strade e dallo spettacolo dei cavalli maltrattati". Raggiunse quindi Milano, poi Lucerna, dove portò a termine Tristano. A corto di denaro, propose a Otto Wesendonck l'acquisto dei diritti de L'anello del nibelungo, che l'industriale accettò per la somma di 24.000 franchi (seimila per ciascuno dei quattro drammi): Wagner intendeva utilizzarli per tentare la sua ennesima illusione: la conquista dell'Opéra di Parigi.

### 1861: ilTannhäusera Parigi

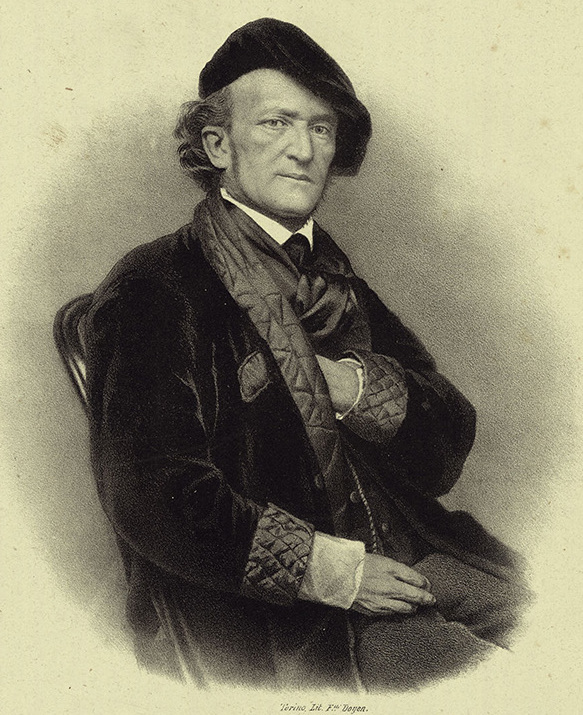
Ritratto di Richard Wagner. Archivio Storico Ricordi.

Per la seconda volta Wagner tentò la fortuna nella città che odiava, simbolo di un'arte "viziata e corrotta", ma indispensabile per aggiudicarsi la vittoria sul mondo. Nel 1860, senza troppa fortuna, vi aveva già portato L'olandese volante in forma di concerto (modificato con l'aggiunta del tema finale della Redenzione), mentre l'anno seguente vi portò il Tannhäuser, pure modificato e memore delle innovazioni stilistiche post-tristaniane. Di tutti i suoi drammi, Tannhäuser gli sembrò il più appropriato a sostenere quest'atto di prostituzione che identificava il successo artistico con il successo finanziario. Il denaro di Wesendonck era infatti già svanito nel pagamento anticipato di tre anni di pigione in un appartamento di lusso vicino all'Arco di Trionfo. Minna lo raggiunse poco dopo, ancora una volta, momentaneamente riappacificata: sala da pranzo in comune, camere da letto separate. Da parte sua, Napoleone III di Francia concesse le rappresentazioni pensando a un evento artistico come un altro, ma quel che in realtà avvenne superò qualsiasi immaginazione. Venne accolto come un genio esuberante, invasato e senza scrupoli, che osava stravolgere il gusto francese per la musica tutta arie e balletti, sostituendola con una concezione assolutamente nuova. Mentre il direttore dirigeva l'orchestra secondo la sua interpretazione, Wagner batteva un altro tempo con le mani e con i piedi, facendo un gran fracasso e abbandonandosi a violenti alterchi con gli orchestrali, esprimendosi oltretutto in un pessimo francese. In particolare il divieto d'introdurre il tradizionale balletto nel secondo atto – previsto dalla moda del teatro parigino – colpì l'orgoglio dei membri del Jockey Club, che usavano presentarsi in platea non prima del secondo atto.
«Ai ripetuti timori espressi sulla lunghezza del lavoro, replicai che non comprendevo tale inquietudine. Non era possibile annoiare un pubblico abituato a divertirsi nell'ascoltare la Semiramide di Rossini. Tuttavia, io dimenticavo che in queste rappresentazioni il pubblico non si cura né dell'azione né della musica, e che la sua attenzione si rivolge solo ai virtuosismi dei cantanti. Ora, il Tannhäuser non era stato composto per le esibizioni dei cantanti…».
Si disse che mai musica e mai autore furono più impopolari di Wagner e del Tannhäuser, la sera del 13 marzo 1861. Urla, fischi e risate condannarono l'esecuzione di un capolavoro che era costato la bellezza di 164 prove. Wagner ritirò l'opera dopo la terza recita, ma il tumulto lo rese celebre. Charles Baudelaire gli manifestò tutta la sua ammirazione, mentre la critica giornalistica non parlava d'altro.
«Fossi lontano da questa Parigi che non m'ha portato che sventure! Dovrò andarmene per forza, alla metà di questo mese. Ma dove? Come? Voto la mia vita alle peregrinazioni e ho sempre l'impressione di essere giunto alla fine…».

### 1861-1864: Mosca, Vienna e Stoccarda

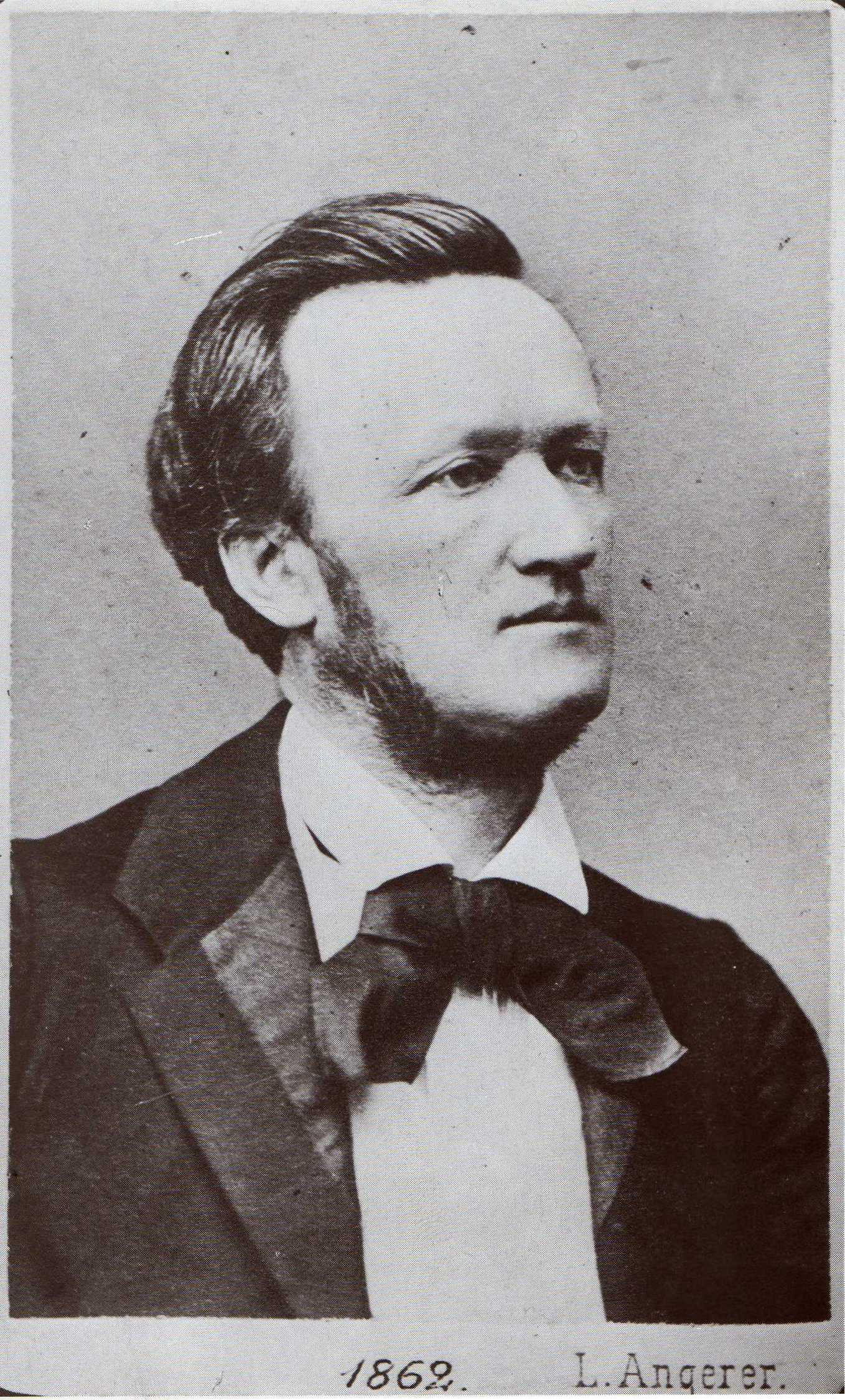
Wagner fotografato a Vienna nel 1862

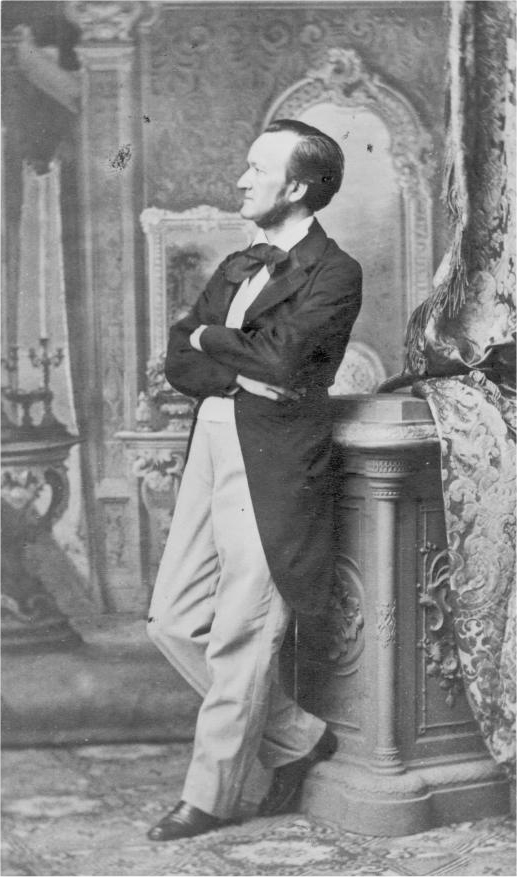
Una rara immagine del musicista nel 1863

Wagner lasciò Parigi il 15 aprile. Tenne un festino d'addio, in un caffè di rue Laffitte – presenti Baudelaire e Gustave Doré – salutò e partì. Avanti a sé aveva un futuro sempre più incerto. Il mandato d'arresto che gl'imponeva l'esilio dalla Germania era stato revocato, ma non sapeva dove andare. Come dice Aldo Oberdorfer nella sua eccellente biografia, si trattava di una "pezzenteria grandiosa, di un accattonaggio magnifico che abitava nei palazzi e negli alberghi di lusso". Questo Wagner ormai cinquantenne, senza fissa dimora, agitato da eccessi d'entusiasmo e crisi di depressione, osteggiato ma anche vezzeggiato da nobildonne sedotte dalla sua musica, ricominciò a chiedere prestiti a destra e a sinistra. Per esempio, all'amico comune Hornstein: «Sento che lei è diventato ricco… Per tirarmi fuori dai guai mi occorre un anticipo di diecimila franchi. Il suo aiuto la renderà a me molto caro. In questo caso dovrebbe gradire di accogliermi l'estate prossima per circa tre mesi in uno dei suoi poderi, possibilmente in riva al Reno».
La signora Kalergis gli aveva già prestato 10.050 franchi per coprire il buco dei concerti di Vantadour e ora contattò invano gli editori e i teatri di tutta Europa.
"Non ho nulla in vista e non sono atteso da nessuna parte. Sono libero come un uomo fuori dalla legge. Tutto è fondato sul caso".
Questa situazione fu interrotta da Hans von Bülow, che riuscì ad accordarsi per la prima rappresentazione del Tristano, a Vienna. Dopo incertezze di vario genere, Wagner partì in treno per l'Austria e durante il viaggio abbozzò l'ouverture di I maestri cantori di Norimberga, la grande commedia di cui aveva già scritto il testo. Tuttavia, le recite del Tristano incontrarono difficoltà enormi: l'opera fu ritenuta indecifrabile, difficile, astrusa e le prove vennero ben presto sospese. Wagner si stabilì momentaneamente a Biebrich sul Reno, quindi a Magonza, dove era necessaria una visita all'editore Schott, che era un uomo d'affari e che non ritenne sufficiente la vaga promessa di completare I maestri cantori entro breve tempo. Wagner gli cedette allora i diritti dei Wesendonk-Lieder, ovvero la profanazione della sua vita privata sull'altare della sopravvivenza. A Matilde scriveva lettere blande, gli ultimi strascichi di un amore ormai passato, mentre con Minna – rientrata definitivamente a Dresda – il ciclo era già concluso. Di certo le due donne avevano giocato un ruolo importante nella sua arte: Minna aveva impersonato Fricka, che nella Walküre rimprovera a Wotan la sua irresponsabilità e la dura realtà del mondo; Matilde era stata la sua Isotta. Adesso la nuova amica Matilde Maier gli appariva sotto le banali sembianze di "una libera unione che escludesse gli obblighi della convivenza" (la strada più comoda che era sempre solito ricercare) e non influì per nulla sulla sua attività creativa. Anzi, la composizione de I maestri cantori era ferma del tutto. Il cane Leo l'aveva morso alla mano destra e per alcuni mesi non gli fu possibile scrivere una sola nota. Riprese allora la peregrinazione dei concerti, che culminarono con la fortunata tournée russa di Mosca e di Pietroburgo, ai primi giorni del 1863. Con il denaro finalmente guadagnato poté stabilirsi a Vienna, la città che in quel momento gli sembrava meno ostile: gli organetti per le strade suonavano i motivi del Tannhäuser e l'insegna di un negozio aveva la scritta "Al Lohengrin". Tuttavia, i 7 000 talleri finirono nell'arredo principesco della nuova casa, firmando cambiali ancor prima di sapere se i russi gli avrebbero accordato una seconda tournée (che non vi fu): sete, velluti, tappeti, tendaggi, ghirlande e barocchismi, che forse tentavano di riempire un senso di vuoto sempre più profondo. In questa casa ebbe luogo la fastosa festa di Natale del 1863, organizzata per gli amici che l'avevano sostenuto tra doni e prestiti mai ripagati. Ricorda Peter Cornelius, alla sorella: «Quel pazzo di Wagner ha acceso un grande albero e vi ha messo sotto un tavolo pieno di doni per me, addirittura regale! Pensa: un magnifico cappotto, un'elegante veste da camera grigia, un accendisigari, sei fazzoletti di seta, bottoni d'oro, belle cravatte e un bocchino di spuma. Tutto ciò che può immaginare una fantasia orientale».

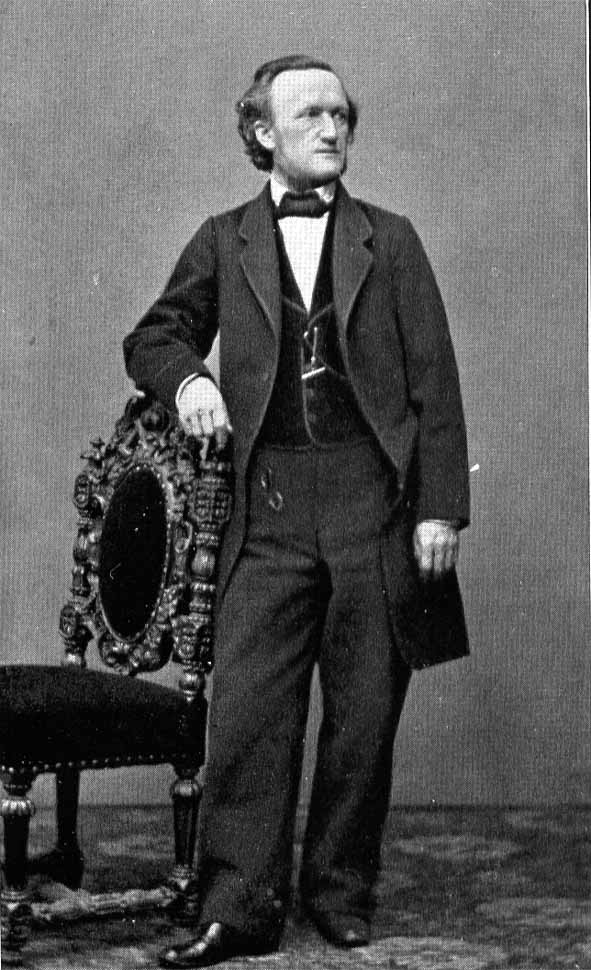
Wagner nel 1864

Era l'assurdo che preludeva al periodo più nero, dove non c'era più posto per alcuna attività creativa. In effetti Wagner era stanco, inaridito di fronte ai tronconi della Tetralogia e di I maestri cantori, che non aveva più ripreso. Era solo di fronte alla fuga degli amici, come un mago che aveva perduto i suoi poteri.
Non gli rimase che la fuga in Svizzera, per evitare l'arresto per indebitamento. Per calmare i creditori, lo zio di Liszt – noto avvocato – vendette i mobili della casa di Vienna a sua insaputa, così che si ritrovò di colpo senza alloggio. Scrisse a Wesendonck sperando che lo accogliesse ancora a Zurigo, ma ricevette risposta negativa. Si presentò allora a casa di un amico di Marafield, disperato e senza essere atteso, ma poco dopo fu invitato a ripartire. Erano i primi mesi del 1864: Ludovico II era appena salito sul trono di Baviera. Di passaggio a Monaco Wagner osservò in un ritratto il volto del sovrano, mentre correva a Stoccarda per convincere il direttore d'orchestra Eckert a rappresentargli il Tristano: era il suo capolavoro che ammuffiva nel cassetto da cinque anni. Stavano dunque decidendo la questione quando, la sera del 3 maggio, il segretario del re di Baviera si presentò chiedendo di parlare con Wagner; questi, credendosi ricercato dalla polizia, fece rispondere di non essere in casa. L'indomani mattina, il misterioso personaggio raggiunse il musicista in albergo, dove gli consegnò un anello e una foto del giovane re: Ludwig, follemente innamorato, lo chiamava a Monaco presso di sé.

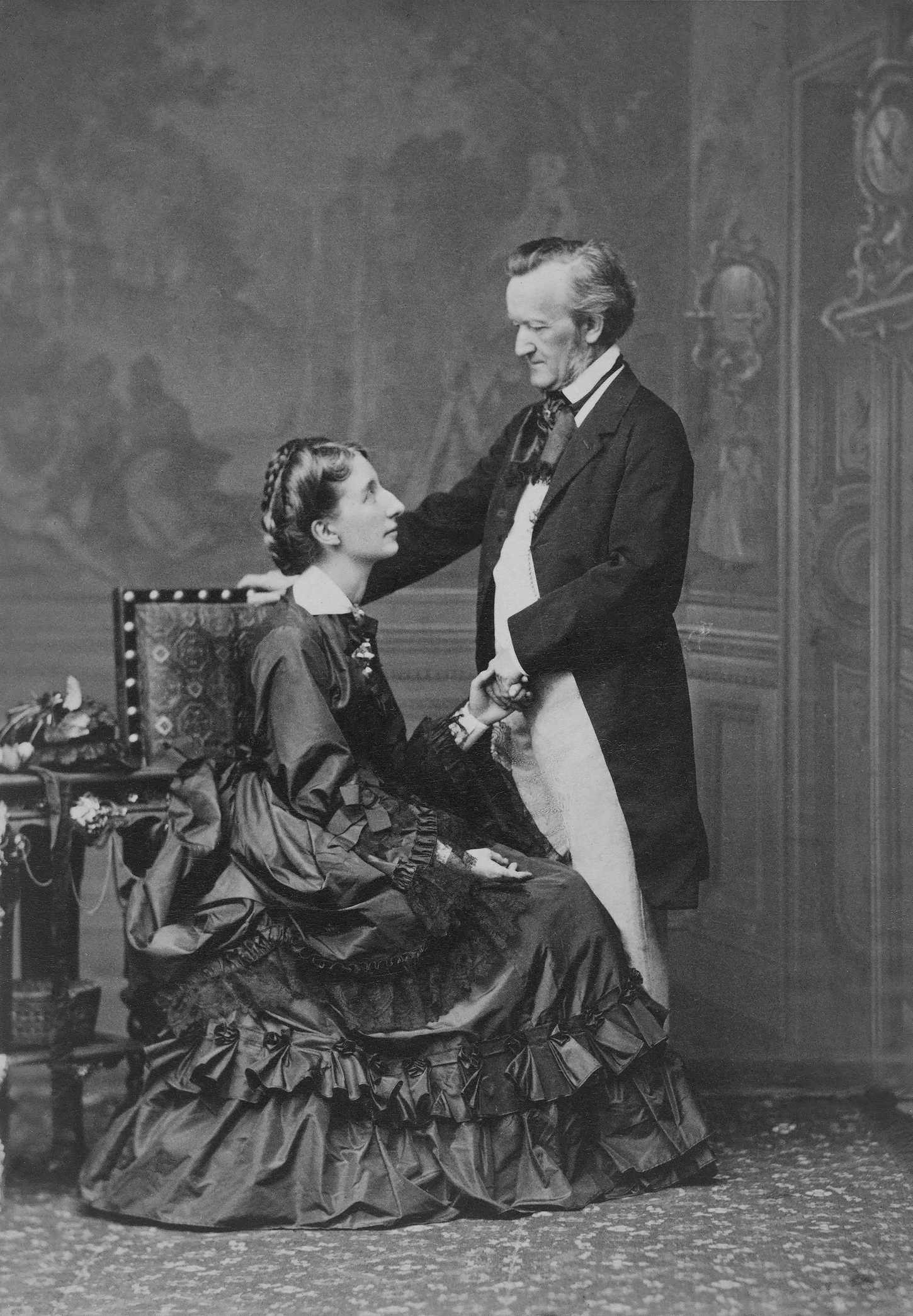
Richard e Cosima Wagner

Il 5 ottobre 1864 avviene la prima assoluta di Huldigungsmarsch al Teatro Cuvilliés di Monaco.

### Gli anni dal 1864 al 1883

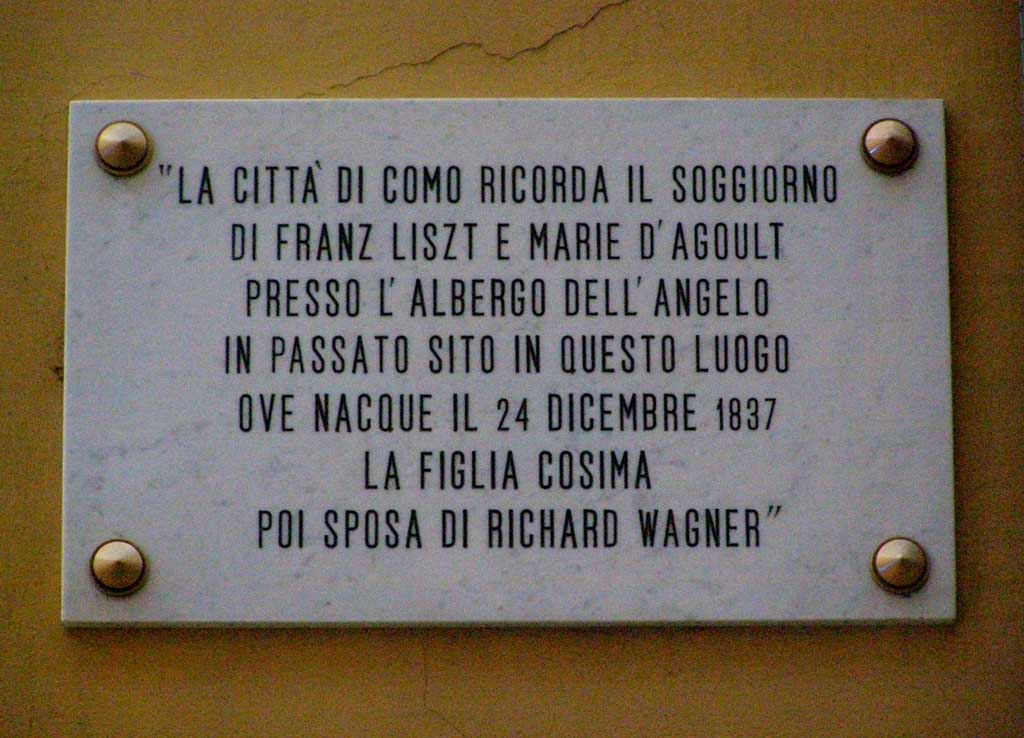
Targa a Como, dove nacque Cosima

Sotto la protezione del sovrano, ebbe finalmente luogo la rappresentazione del Tristano (1865) e de I maestri cantori di Norimberga (1868, direttore Hans von Bülow), l'unica commedia composta da Wagner, in cui viene esaltato il significato della nuova arte tedesca. Alla fine della prima del Tristano, Ludovico II uscì dal teatro, salì sul suo treno per tornare al palazzo, ma lo fece fermare in aperta campagna e in preda a una fortissima emozione, cavalcò da solo nei boschi per tutta la notte, rientrando alle prime luci dell'alba. Costretto ad allontanarsi anche da Monaco, a seguito dell'antipatia dimostrata dai monacensi e dagli stessi cortigiani, Wagner si stabilì sul lago di Lucerna, dove portò a termine il lavoro della Tetralogia e dove conobbe il filosofo Friedrich Nietzsche. Nel 1866 muore la moglie Minna. La sua seconda moglie fu Cosima Liszt, figlia del pianista, sposata nel 1870. Wagner la strappò dal matrimonio con Hans von Bülow, che da quel momento ruppe l'amicizia con il compositore. Da lei ebbe tre figli: Isolde (1865 – 1919, nata quando la madre era ancora sposata con von Bulow), Eva (1867 – 1942, che sposò un filosofo precursore del nazismo, Houston Stewart Chamberlain) e Siegfried (1869 – 1930).

#### Il Festival di Bayreuth
Il re non aveva troncato i rapporti con il suo amico e per anni finanziò con una cospicua rendita lo stile di vita dispendioso del compositore e supportò la realizzazione del Festival di Bayreuth, inaugurato con la prima rappresentazione de L'anello del Nibelungo nel 1876. Nonostante il successo artistico delle recite, fu ancora il re che salvò il festival dal fallimento. Durante una rappresentazione della Tetralogia, la testa di cartapesta del drago Fàfnir del Sigfrido fu spedita per errore a Beirut, nell'attuale Libano, anziché a Bayreuth. Tornò indietro appena in tempo per la recita.
Wagner si stabilì definitivamente a Bayreuth, godendo solo in tarda età del successo e della fama dalla sua nuova arte. Per problemi di salute soggiornò a lungo nel sud Italia, in Sicilia, a Palermo, e a Napoli, tra il novembre 1881 e il marzo 1882, dove terminò l'orchestrazione del Parsifal, opera che causò la rottura dei rapporti di Wagner con Nietzsche. I luoghi e le circostanze che hanno dato luogo a quest'opera tanto straordinaria quanto dibattuta hanno ispirato numerosi scrittori e registi cinematografici.
Da allora, anche se continuò ad avere alcuni rapporti con Cosima (per cui provava molta ammirazione), il filosofo comincerà, e continuerà dopo la morte di Wagner, ad attaccare quella che secondo lui era la decadenza della musica del compositore. Per molti anni, a causa del carattere religioso del dramma, era consuetudine non applaudire al termine della rappresentazione. Ancora oggi il pubblico spesso non applaude alla fine del primo atto (scena della comunione). Durante una delle prime rappresentazioni a Bayreuth, Wagner si levò in piedi per zittire un applauso; ma quando, alla fine del secondo atto, egli stesso si alzò per applaudire, venne zittito dal pubblico.

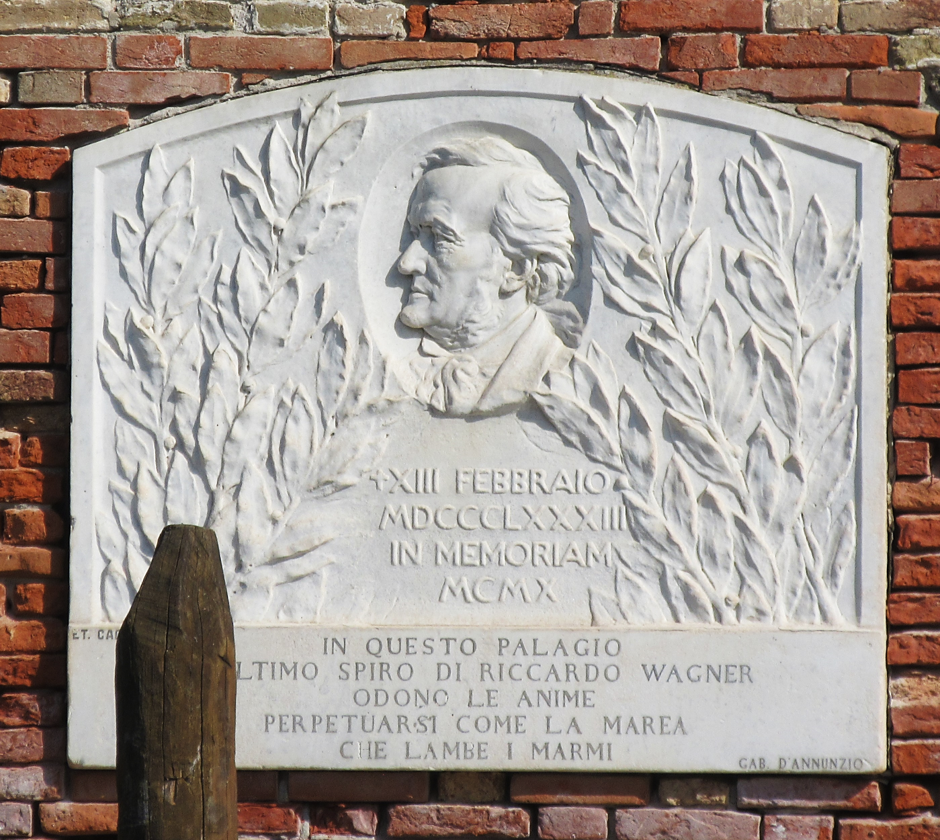
Lapide posta in Canal Grande sul palazzo dove morì

### La morte
Nel 1882 Wagner si trasferì a Venezia. Il 13 febbraio 1883 il maestro morì in seguito a un attacco cardiaco nella città lagunare, mentre era intento a scrivere un saggio, Sull'elemento femminile nella specie umana. La notte prima di morire, Wagner suonò per l'ultima volta, al pianoforte, il tema della scena IV de L'oro del Reno, il lamento delle ondine. 
Dopo il trasporto da Ca' Vendramin Calergi ai binari del treno, il corpo fu portato in Baviera, dov'è sepolto. La tomba di Wagner si trova a Bayreuth nel giardino della sua villa, Haus Wahnfried, non lontano dal teatro a lui dedicato e costruito per la rappresentazione delle sue opere. La scena dei funerali veneziani di Wagner è descritta da Gabriele D'Annunzio nel romanzo Il fuoco, in cui il suo alter ego letterario è uno dei portatori della bara del musicista: in realtà è quasi certo che questo ruolo non fu ricoperto dal giovane ventenne D'Annunzio, che non si trovava neanche a Venezia in quei giorni. Liszt gli sopravviverà due anni.
Il teatro della Festspielhaus divenne la sede fissa dell'annuale Festival di Bayreuth, diretto dalla famiglia Wagner.
Alla fine della seconda guerra mondiale, l'esercito statunitense occupò provocatoriamente il teatro, parzialmente danneggiato, di Bayreuth organizzandovi music-hall e concerti di musica afrostatunitense, portando via, in spregio alla Germania e al teatro amato da Hitler (in cui, paradossalmente, durante il nazismo, vi furono le uniche esibizioni di cantanti di origine ebraica), i particolari e lunghi corni da caccia del Crepuscolo, che furono poi sostituiti da nuovi, vent'anni dopo (quando Georg Solti diresse il Götterdämmerung, ultima parte della prima incisione discografica completa in assoluto de L'Anello del Nibelungo), e altri oggetti di scena, utilizzati come "ricordo" dai militari; essi però non distrussero, come spesso è stato detto, le campane che Wagner stesso aveva fatto fondere per le rappresentazioni del Parsifal, ancora presenti. Poco tempo prima, il generale Patton fece urinare proprio nel Reno un intero battaglione, come gesto provocatorio verso il fiume della mitologia wagneriana. Questi atti vandalici e iconoclasti, nonché i danni bellici, però nulla hanno tolto al mito di Bayreuth; esistono in commercio le registrazioni precedenti che ci permettono di godere del suono originale del teatro e di apprezzarne la peculiarità.

## Vita privata di Wagner
Wagner adorava i cani e tutti gli altri animali, ma una volta dovette restare due mesi senza comporre I maestri cantori a causa di un morso alla mano destra: questo fu causato dal cane Leo, che Wagner stava accuratamente lavando e pettinando. In quanto grande amante degli animali, insorse pubblicamente contro la vivisezione e sostenne i diritti degli animali.
Aveva un fisico allenato: a cinquantasette anni era ancora capace di arrampicarsi agilmente fino al primo piano di una casa aggrappandosi agli sporti, con grande paura di sua moglie Cosima. Wagner notoriamente soffriva di insonnia e di malinconia notturna, nonché di erisipela facciale. Secondo Giovanni Cassano, direttore del dipartimento di psichiatria dell'università di Pisa, Wagner soffriva di un disturbo bipolare e sostiene che ciò sia rilevabile sia dalla biografia sia dalle musiche cupe del Tristano e Isotta con la sfavillanza di I maestri cantori di Norimberga.

## Wagner e l'Italia

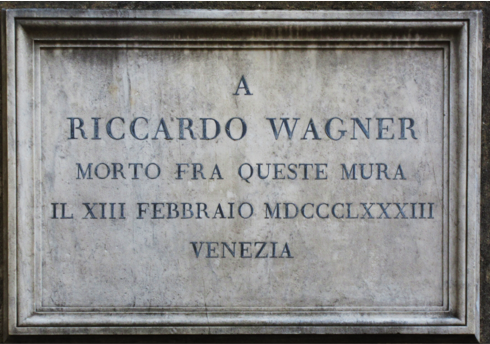
Venezia, Campiello Vendramin Cannaregio, 2040

Il compositore amava molto l'Italia: in diverse città trovò ispirazione e pace per comporre. A Venezia (dove morirà) scrisse parte del Tristano, a La Spezia ebbe in sogno l'ispirazione per il preludio della Tetralogia, a Ravello e nel Duomo di Siena immaginò scene del Parsifal, che portò a termine a Palermo. Nel 1859 simpatizzò per il Piemonte contro l'Austria, in vista della seconda guerra d'indipendenza.
Il 1º novembre 1871 viene eseguita la prima del Lohengrin al Teatro Comunale di Bologna, prima rappresentazione in assoluto di un'opera di Wagner in Italia. L'arrivo a Bologna dell'opera del compositore tedesco è frutto dell'interessamento del sindaco Camillo Casarini e avviene su pressione della stampa cittadina, dominata dalla figura del giovane assessore Enrico Panzacchi. Le "stramberie della musica dell'avvenire" trovano opposizione tra gli influenti soci della Società Felsinea, che considerano Wagner "incomprensibile come un geroglifico egiziano", tra i liberali moderati e soprattutto tra i clericali, che si scagliano con aspri articoli contro il "frammassone" Wagner. Sotto la guida del maestro Angelo Mariani, cantano il tenore Italo Campanini (Lohengrin), Bianca Blume (Elsa), Maria Löwe Destin (Ortruda), Elisa Stefanini Donzelli e Pietro Silenzi. Il Teatro Comunale è gremito in ogni ordine e accoglie i più bei nomi dell'aristocrazia bolognese, fra cui Enrico Panzacchi e Alfredo Oriani. Il successo è fin dalla prima straordinario: gli artisti e il direttore vengono più volte richiamati alla ribalta. A una delle quattordici repliche presenzierà anche Giuseppe Verdi, accompagnato da Arrigo Boito. Il 31 maggio 1872 il Consiglio municipale assegnerà a Wagner la cittadinanza onoraria. Il Teatro Comunale diverrà il tempio del culto wagneriano in Italia: a Bologna si terranno anche le prime italiane di Tannhäuser (1872), L'olandese volante (1877), Tristano e Isotta (1888) e Parsifal (1914, prima assoluta europea, fino ad allora esclusiva di Bayreuth). Al Lohengrin sarà intitolato anche un profumo: un doppio "estratto olezzante", che un avviso a pagamento definirà indispensabile a "chiunque aspiri all'eleganza".

## La concezione wagneriana

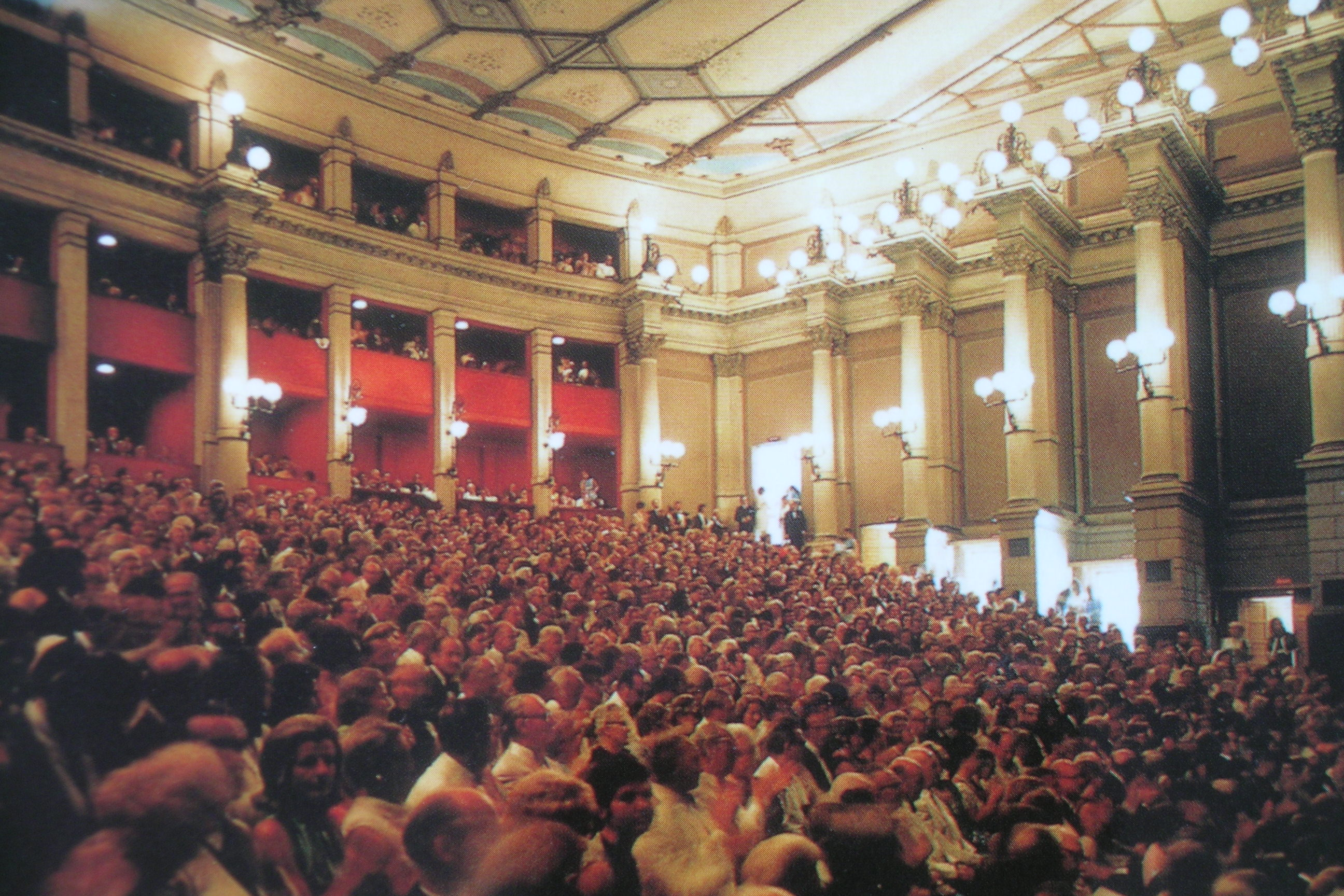
Il teatro di Bayreuth

Caratteristica fondamentale di Wagner è la rappresentazione del "dramma" come elemento di introspezione. Le opere di Wagner non possono essere considerate opere liriche o spettacoli musicali nel senso tradizionale del termine, bensì sono grandiose architetture in cui musica, canto, poesia, recitazione e psicologia si fondono secondo la logica del Wort-Ton-Drama (l'opera d'arte totale). Egli stesso definiva le sue opere "azioni" o anche "gesta della musica divenute visibili". Queste "azioni" pretendono un'attenzione quasi religiosa, a cui lo spettatore deve assistere senza la minima distrazione. Nel teatro di Bayreuth per la prima volta le luci venivano spente e l'orchestra era totalmente nascosta sotto il palcoscenico, come se la musica sorgesse magicamente dall'immaginazione dello spettatore. Il termine "immaginazione" non è casuale, tant'è che la musica di questi drammi è composta da un mosaico di temi conduttori (Leitmotiv) che delineano un'attività psichica in continuo rinnovamento. Scrive Giulio Confalonieri nella sua monumentale Storia della musica:
Di conseguenza nessun pezzo a forma chiusa, nessuna aria ostacola il libero fluire della narrazione, che scorre senza soluzione di continuità dall'inizio alla fine di ogni atto, sottoponendo il canto al commento di un'orchestra smisurata per numero di strumenti e ampiezza sonora. Rilevante in Wagner è l'uso del cromatismo, quell'onda incessante di spirali cromatiche che, specie nel Tristano, si esaspera al punto da abbandonare la struttura tonale. Tali prerogative, unite alla spropositata lunghezza delle partiture, portarono Wagner a essere accusato di oscurità e pesantezza, un giudizio che si trascina fino ad oggi tra gli ammiratori dell'opera di stampo convenzionale. Osserva ancora Confalonieri:

Di Wagner si distinguono tre periodi: il primo, ancora legato alla tradizione ereditata da Bach, Mozart, Beethoven e Bellini, comprendente le prime opere giovanili: Le fate, Il divieto d'amare e Rienzi. Il secondo, il momento di transizione, che riguarda L'olandese volante, Tannhäuser e Lohengrin. Il terzo, il periodo che coincide con l'autentico wagnerismo: la Tetralogia (ossia L'anello del Nibelungo, comprendente L'oro del Reno, La Valchiria, Sigfrido e Il crepuscolo degli dei), Tristano e Isotta, I maestri cantori di Norimberga e Parsifal. I soggetti di questi drammi sono tratti dall'antica mitologia nordica e l'idea centrale è impostata sulla nostalgia romantica di un mondo remoto in cui trovare la felicità, felicità che si esprime attraverso il mito della redenzione e dell'eterno femminino. Vi ruota intorno un complesso apparato ideologico che nel corso dei decenni è stato oggetto di molteplici interpretazioni, caricandolo di significati talvolta contraddittori e oltrepassando le intenzioni dell'autore stesso. Lo scrive anche Confalonieri nel capitolo dedicato alla Tetralogia: 

### Wagner, la psicoanalisi e i temi politici
È ormai unanimemente riconosciuto che il 2º atto del Parsifal e il 3º atto del Sigfrido abbiano inciso sullo sviluppo della psicoanalisi da parte di Sigmund Freud e Carl Gustav Jung, quando Parsifal e Sigfrido credono di scorgere rispettivamente in Kundry e Brunnhilde la loro madre. È soprattutto al campo della politica che Wagner dedica i suoi pensieri, cambiandone continuamente il senso a seconda della teoria che più lo influenza: Feuerbach, Marx, Schopenhauer. In Opera d'arte dell'avvenire – il più importante dei suoi libri teorici, scritto durante la rivoluzione che lo vide fisicamente al fianco di Bakunin – a proposito del comunismo si legge: 

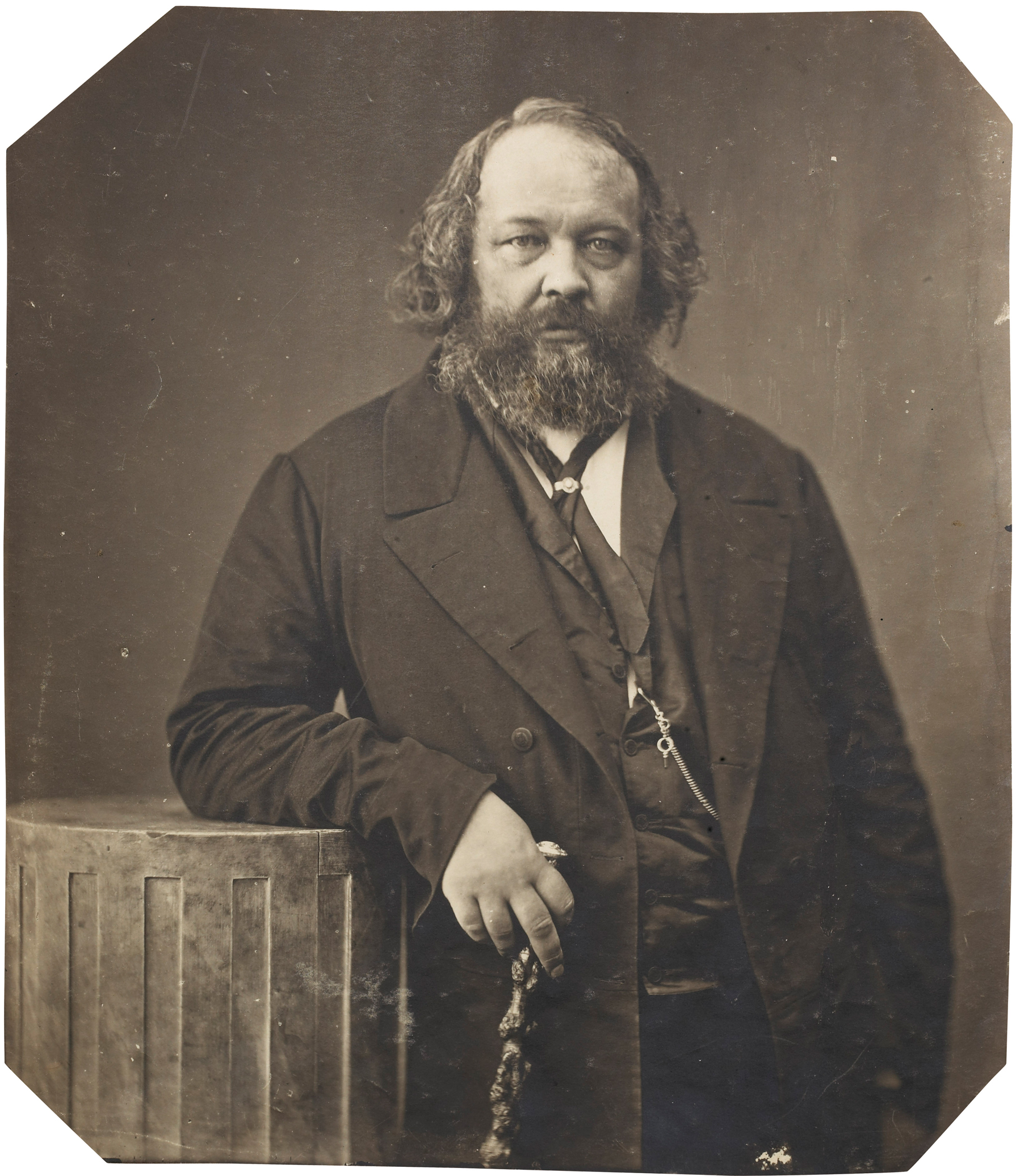
Bakunin

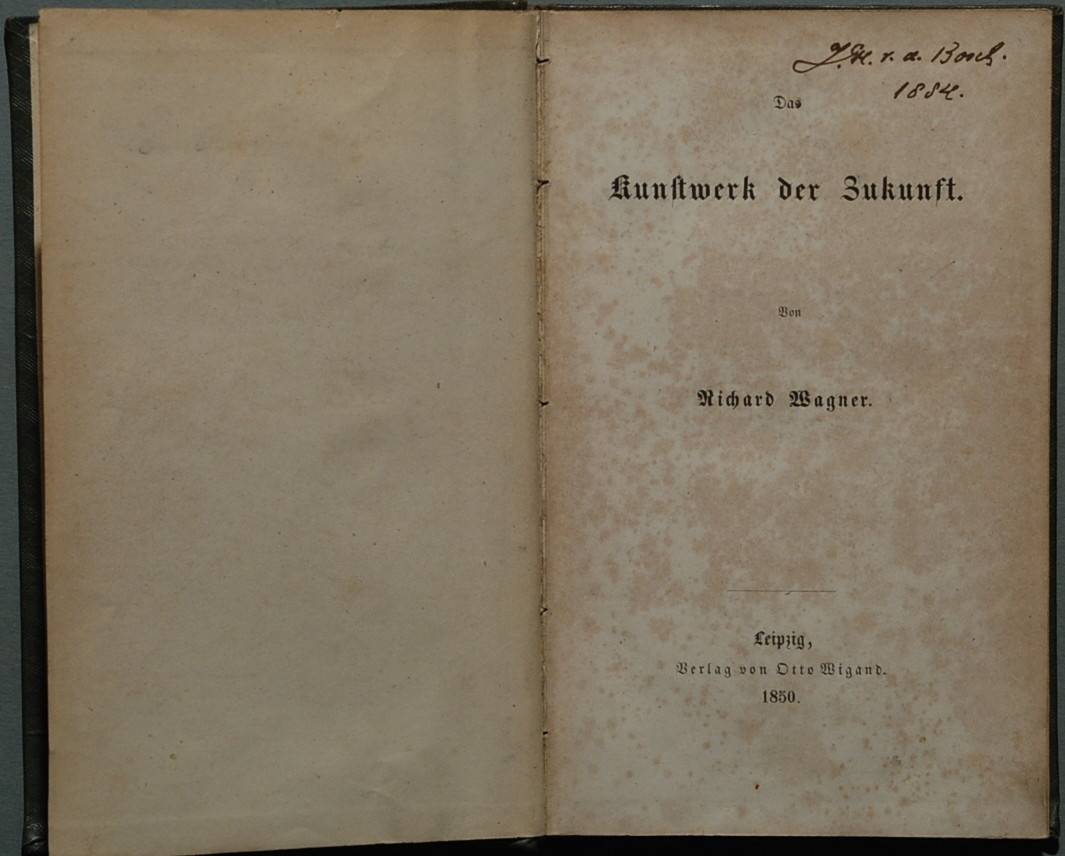
L'edizione originale de Opera d'arte dell'avvenire

Queste parole trovano il loro corrispettivo artistico ne L'oro del Reno, quando il malvagio Alberich schiavizza il popolo dei Nibelunghi dopo essersi forgiato l'anello fatato che lo rende il signore del mondo. Analogamente, nel testo del Tristano, dopo che il filtro magico ha rivelato ai due amanti la verità del loro amore, si legge:

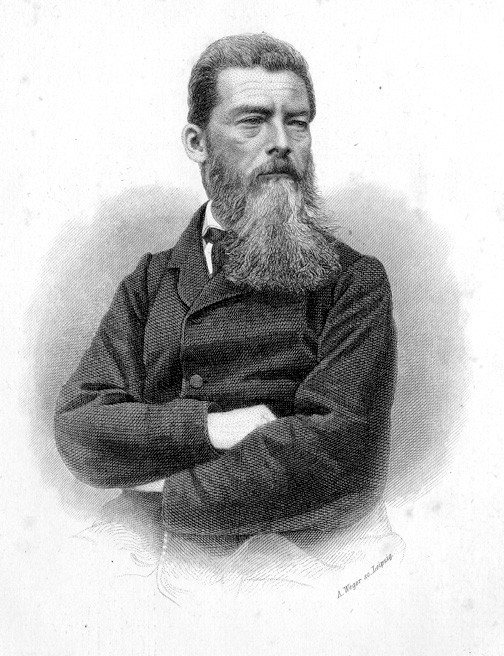
Ludwig Feuerbach

Figura emblematica per eccellenza è l'eroe Sigfrido, nel cui omonimo dramma è stata vista la vittoria del positivismo secondo gli ideali filosofici di Feuerbach. Osserva il critico Lichtenberger:
Anche il personaggio di Wotan, inizialmente, viene visto nella medesima ottica. Uno degli esegeti di Feuerbach, Lévy, annota:

Tuttavia, tale visione è solo apparente: nella Tetralogia, a causa del desiderio di potenza anelato da gran parte dei personaggi, anche un animo nobile come Wotan dovrà morire nel grande incendio del Walhalla, mentre Sigfrido ne resta coinvolto perché vittima della propria stessa innocenza. La Tetralogia, che si chiude con la distruzione del mondo e il ritorno cosmico alla natura, pur condannando radicalmente il capitalismo, non determina nemmeno la vittoria del comunismo: anzi, essa esprime il fallimento dell'idea positivista che Wagner nel 1849 aveva esaltato in Opera d'arte dell'avvenire e alla quale aveva inizialmente pensato di dedicare il suo lavoro, lasciando posto a una diversa interpretazione di stampo Schopenhaueriano. Tale pessimismo – abbracciato a partire dal 1854 – caratterizza il personaggio di Wotan quando, nel 2º atto della Valchiria, egli esprime la cessazione della volontà di vivere: 

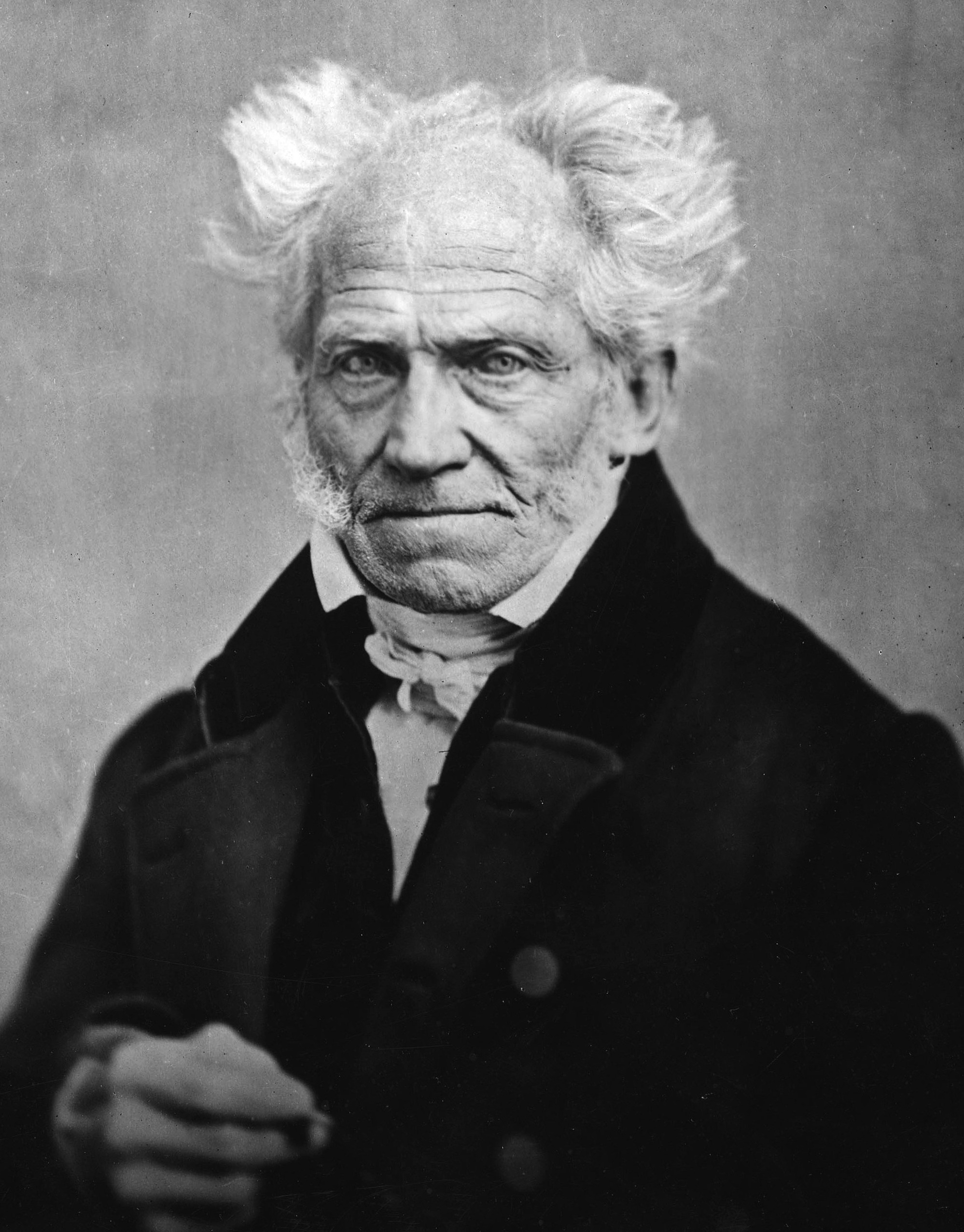
Schopenhauer

Con questa diversa decisione si lasciano aperte altre strade. Sempre in Opera d'arte dell'avvenire, il musicista spiega come la distinzione del singolo può avere senso solo se vista in funzione del popolo e che "l'egoismo non può soddisfarsi pienamente che nel comunismo". In altre parole, solo la comunità può dare senso all'individuo e "solo in relazione alla comunità il diverso può definirsi come tale".

Wagner non condanna le singole doti individuali e il loro distinguersi dalla massa, ma le sostiene se queste hanno come fine l'amore e l'accrescimento spirituale del popolo. Egli parla di uno spirito artistico, dove l'arte è il fine supremo a cui tutto dovrebbe mirare. Secondo il critico Nattiez, l'enigmatico tema della redenzione d'amore che chiude la Tetralogia (che Wagner però chiamava tema della Glorificazione di Brunilde) simboleggia la redenzione del mondo attraverso la musica, incarnata dal mito dell'eterno femminino. Nel saggio su Beethoven, quando Wagner cita Goethe, si legge: 
In questo modo si può parlare di una "terza" Tetralogia, che dopo quella di Feuerbach e di Schopenhauer aggiunge un ideale di speranza essenzialmente nella musica. Scrive l'autore all'amico Roeckel:

### Wagner e l'antisemitismo

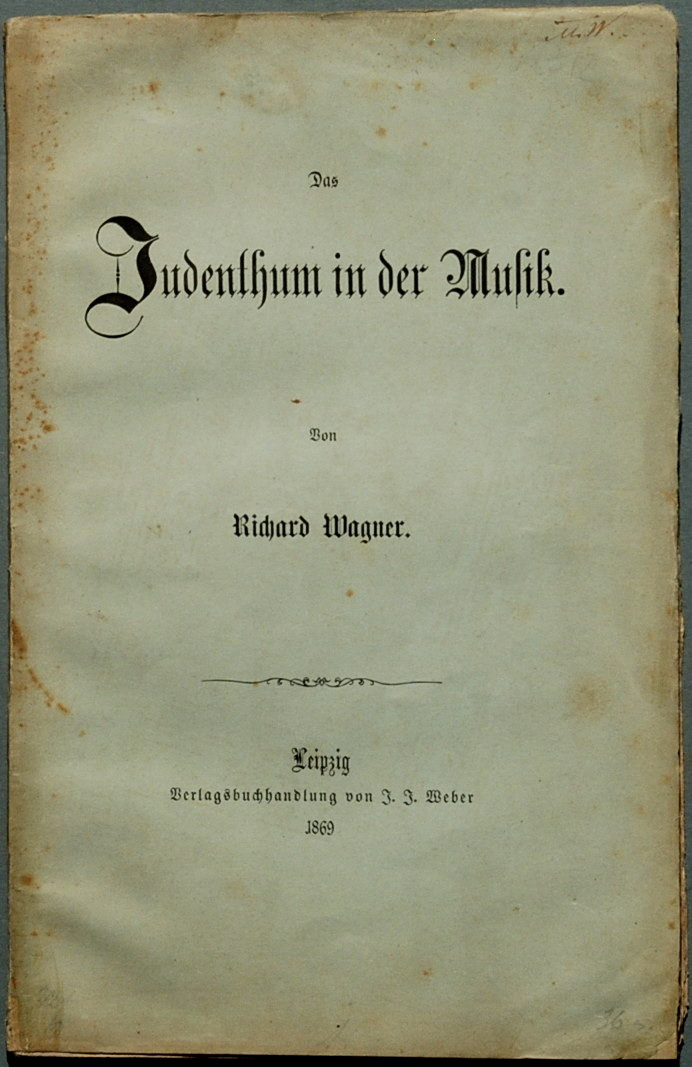
Il giudaismo nella musica, edizione del 1869

La critica non ha ancora chiarito che cosa Wagner intendesse per redenzione del mondo, se cioè simboleggiasse la fratellanza universale o, piuttosto, la fratellanza esclusiva del popolo tedesco.
Wagner contribuì allo sviluppo del razzismo diffondendo le opere e le idee del filosofo francese Joseph Arthur de Gobineau, che fu accolto nel suo circolo di Bayreuth. Il musicista fondò in onore di detto filosofo la Società Gobineau. Il filosofo britannico razzista Houston Stewart Chamberlain, seguace di Gobineau, frequentava la famiglia e nel 1908 sposò la figlia Eva von Bülow-Wagner.
Giulio Confalonieri parlò di "richiamo dell'amore patriottico e desiderio di rispondervi in termini universali", un ambizioso sogno di redimere l'umanità sotto la sacra fiamma dello spirito germanico.
La miccia di tale ambizione, storicamente parlando, si sarebbe incendiata dopo l'avvilente sconfitta della Germania durante la prima guerra mondiale e la fortissima bramosia di rivalsa nutrita da tutte le categorie sociali del popolo, contro il giudaismo, contro il comunismo e contro la tirannia del capitalismo (la cosiddetta "demoplutocrazia"). Il mito, fino a quel momento rinchiuso nel pacifico mondo dell'arte, si sarebbe realizzato proprio in funzione di tale desiderio. Confalonieri nota anche come Wagner, "offrendo materia ad eccessivi entusiasmi, diventò anche materia di eccessivi sospetti".
Non c'è dubbio che Wagner fosse un antisemita e un antigiudaico (anche dal punto di vista religioso, specie dopo il riavvicinamento alla fede cristiana luterana avvenuto negli ultimi anni di vita): i suoi scritti, specie il pamphlet Il giudaismo nella musica (diretto in generale contro gli ebrei e particolarmente contro la musica "ebraica" rappresentata dal suo rivale Felix Mendelssohn) sono espliciti. Ancora il 12 febbraio 1883, il giorno prima della morte, Cosima annotò nel suo diario un'affermazione del marito:
Nel suo libello antisemita scrisse:
In pubblico Wagner diede il suo appoggio a posizioni anti-ebraiche: definì «la razza giudaica» come «nemica, sin dalla nascita, dell'intera umanità e di tutto ciò che vi è di nobile in essa». Affermò anche «ci stanno umiliando, noi tedeschi, e forse sono io l'ultimo tedesco che sa tenere la schiena dritta davanti al giudaismo, che già domina ogni cosa».
Tuttavia, egli non voleva l'eliminazione fisica degli ebrei o una segregazione permanente e non aderiva in maniera completa al razzismo scientifico (per cui l'ebreo che abbandonasse la sua cultura poteva anche essere integrato nel popolo tedesco), ma aveva delle idee che saranno quasi le stesse di Theodor Herzl, il fondatore del sionismo, pur partendo Wagner da una posizione di disprezzo: i giudei avrebbero dovuto scegliere tra emigrare in Palestina, oppure fondersi con l'etnia maggioritaria e dissolvere gran parte della loro cultura con quella dei Paesi che li ospitavano, ossia l'assimilazione (la prima teoria adottata da Herzl); difatti parlava dell'Untergang, l'immersione: «C'è un solo modo per sfuggire alla maledizione che vi pesa addosso: il giudeo errante troverà la sua salvezza – immergendosi!». In un commento rivolto alla moglie Cosima, negli ultimi anni, espresse un parziale ripensamento sulla pubblicazione del testo antigiudaico: «Se dovessi scrivere di nuovo sui giudei, direi che non ho nulla contro di loro. È solo che ci sono piombati addosso, tra noi tedeschi, troppo in fretta, e non eravamo ancora pronti ad assorbirli».
Lo storico ebreo George Mosse fa notare come Wagner non fu però affatto coerente con il mondo israelita: talvolta accolse nel circolo di Bayreuth personaggi di origine ebrea come Anton Rubinstein o Karl Tausig o ancora, come Hermann Levi, scelto come direttore del Parsifal, il quale fu uno dei direttori d'orchestra da lui preferiti. L'utilità di una persona di famiglia giudaica poteva talvolta placare la sua intolleranza: si può dire che l'antisemitismo del compositore finiva laddove cominciava l'adesione alla sua arte.
A causa delle idee dell'autore, la musica di Wagner subisce ancora un duro ostracismo da parte del pubblico israeliano: il primo concerto ufficiale con musica di Wagner in Israele è avvenuto solo nel 2001 per opera del direttore d'orchestra argentino-israeliano Daniel Barenboim, ebreo e wagneriano, che è stato direttore al festival di Bayreuth. Queste concezioni razziste – sempre per via del tutto ipotetica – dovrebbero ritrovarsi ne L'anello del Nibelungo, dove l'amore incestuoso tra Siegmund e Sieglinde rappresenterebbe la nascita di una razza superiore (i figli del dio Wotan) e dove lo stesso fallimento della "grande idea" di Wotan rappresenterebbe il supremo sacrificio dello spirito germanico di fronte all'avversità del mondo; e poi: I maestri cantori di Norimberga, dove esplicito è il riferimento alla nuova arte tedesca (la nuova Germania) e magniloquente è la grande parata popolare del 3º atto; e poi ancora: Tristano e Isotta, in cui la forza del filtro magico rivela ai protagonisti la vera natura del loro inconsapevole amore, fino ad allora confuso dalla falsità del mondo esteriore (dove per "natura dell'inconsapevole amore" si dovrebbe intendere la purezza della loro anima, la purezza dello spirito tedesco in opposizione alla menzogna di tutto ciò che è straniero); infine Parsifal, il dramma sacro per eccellenza, che Adolf Hitler stesso – grande ammiratore di Wagner – considerava come uno dei fondamenti dell'ideologia nazista: la casta confraternita dei custodi del Santo Graal incarnerebbe il popolo ariano, minacciato dalla corruzione e dal desiderio impuro (il regno arabeggiante di Klingsor).

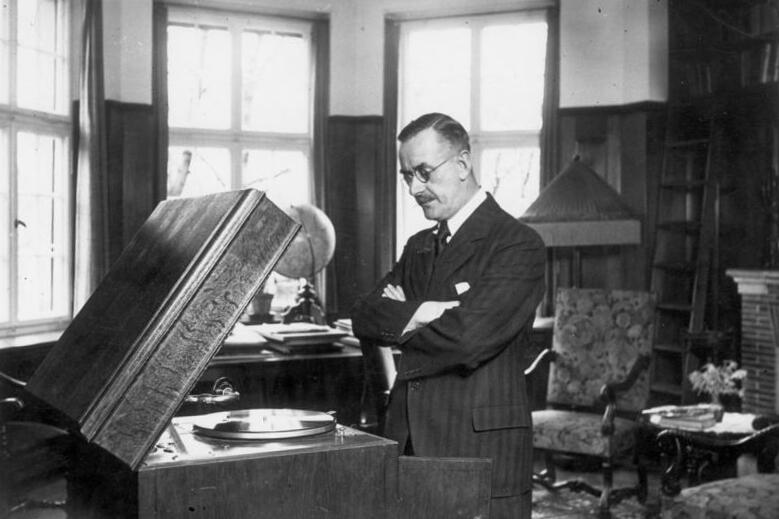
Thomas Mann

Naturalmente si tratta unicamente di supposizioni, poiché riguardo al Parsifal andrebbe ricordata la frase: Durch Mitleid wissend, der reine Tor ("Il puro folle si fa sapiente attraverso la compassione"), come specificato da Gurnemanz proprio nell'"Incantesimo del venerdì santo". Già il sacrificio di Brunnhilde assume una valenza universale e redentrice. In altre parole, il panismo del Waldweben (Sigfrido, atto secondo) viene in Parsifal proiettato in un'ottica metafisica proprio con il già citato "Incantesimo" (Karfreitagszauber). Dal canto loro, Tristano e Isotta, pur richiudendosi nel loro indubbio egoismo, abiurano ogni ambizione di gloria e di potenza, mentre la "grande idea" di Wotan potrebbe essere benissimo scaricata da ogni allusione alla Germania e ribaltata in chiave universale, laddove egli dice, a Fricka: "Solo la tradizione riesci a comprendere. Il mio pensiero mira a tutto ciò che ancora non è avvenuto". A questo proposito, così si legge nel libro di Thomas Mann Dolore e grandezza di Richard Wagner, in cui lo scrittore, wagneriano e antinazista, riporta ciò che ammise nella sua conferenza Richard Wagner und Der Ring des Nibelungen tenuta a Zurigo il 16 novembre 1937, ovvero che il nazionalsocialismo sarebbe una sua naturale derivazione: «Il ritorno al mondo romantico e leggendario si lega alla conquista di elementi puramente umani. Questo rivolgersi al passato significa il distacco dal mondo borghese di una corrotta cultura, dominata dal capitalismo, per far ritorno al popolo come forza etnica, elemento redentore e purificatore. Oggi, nell'esperimento politico che si tenta in Germania, non è difficile trovare tali impronte, ma le fiabe, nel campo della politica, diventano altre cose e prendono altro nome: menzogne. L'autore della Tetralogia, con la sua arte ebbra di passato e di futuro, non si staccò dalla cultura borghese per scambiarla con uno stato totalitario che annulla lo spirito. Lo spirito tedesco era per lui tutto, lo stato tedesco nulla, come egli scrive nel testo dei Maestri Cantori: "Se anche andasse in polvere il Sacro Romano Impero, ci resterebbe la Sacra Arte Tedesca!».

### Wagner, Nietzsche e altre interpretazioni

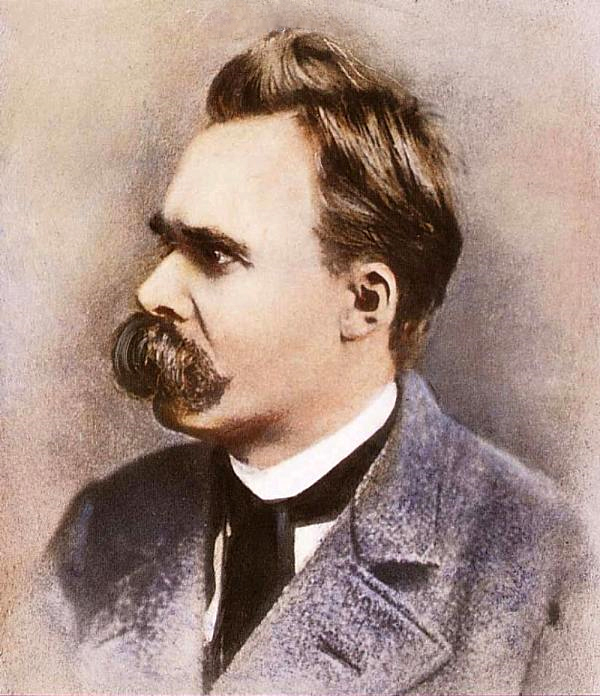
Nietzsche

Sono le stesse parole che Friedrich Nietzsche fa dire a Zaratustra a proposito del superuomo, con Wagner additato spesso a precursore del nazismo, che separano l'ideologia wagneriana e nietzschiana dal nazismo e dalla concezione dello stato totalitario:
Ne Il crepuscolo degli idoli si legge:
I capovolgimenti di fronte confermano l'ambiguità dell'opera wagneriana, che basandosi principalmente sull'arte destabilizza il senso della filosofia. Si può anche dire che il compositore "mette bocca in tutto", attingendo ovunque con la disinvoltura del genio. Per questo motivo il nome di Wagner è stato sempre sbandierato dalle più opposte ideologie: anarchia, comunismo e nazismo. Andrebbe così condannato l'eccessivo fervore nutrito da alcuni wagneriani (i cosiddetti "bidelli del Walhalla") che nel loro desiderio di immortalare le orme del maestro ne trasformano il genio in un monolite. È stato osservato che – come prevedeva il critico Hanslick – i "Beckmesser adoranti" e inchiodati alla meccanica dei Leitmotiv non riescono più ad apprezzare la rivoluzione e il geniale disordine dell'artista. Perfino Hitler aprì al rinnovamento il teatro di Bayreuth contro il duro conservatorismo della famiglia Wagner, che Cosima difese strenuamente fin nei minimi particolari (si trattò di rinnovare il materiale scenico che per cinquanta anni era rimasto lo stesso).
Forse, a costo di suscitare sorprese, l'ambiguità del senso filosofico è data dalla caratteristica fondamentale del suo autore, ossia la sensualità: «La caratteristica del pensiero wagneriano è la sensualità. I problemi politici e sociali lo appassionavano solo quando offrivano qualche rapporto con l'avvenire dell'arte. Due soli filosofi esercitarono un'influenza su di lui: Feuerbach e Schopenhauer, e tutti e due perché abbandonarono il dominio della filosofia pura, cioè di una teoria logica e matematica del mondo. Wagner ci dice: "Ciò che mi attirò verso Feuerbach fu che questo scrittore rinnega la filosofia e dà della natura umana una spiegazione nella quale credetti di riconoscere l'uomo artista come io lo intendevo"».
In Opera e dramma, un altro dei libri teorici di Wagner, si legge:
Osserva ancora Giulio Confalonieri: «In Wagner il desiderio conobbe la sua meta: la libertà assoluta di essere ancora più importante che non la libertà di risolversi. È questo desiderio continuo che frantuma i ritmi e le frasi melodiche, librandosi al di sopra di ogni soggezione, e che poi li ricompone, li distrugge di nuovo, li rievoca, attraverso un'ebbrezza inesausta di provarsi. È questo desiderio che può farci eliminare nella natura, come avviene a Sigfrido nella scena del bosco, o che può toglierci da ogni circostanza come avviene a Tristano e Isotta nell'ora della morte. Per Wagner la natura è l'ultima logica, l'ultima cattura, l'ultimo e più dolce assorbimento cui l'uomo possa aspirare. I boschi di Schumann, le pianure di Fryderyk Chopin sono abitati da loro, come sono, o come il desiderio vorrebbe che fossero. Ma le foreste di Wagner, i dirupi e il mare di Wagner non ammettono di venire né abitati né posseduti, perché essi sono la matrice degli uomini e gli uomini ancor portano, dopo averli generati, come una placenta ineliminabile».

### Wagner come sintesi della musica precedente
Secondo alcuni critici, da un punto di vista puramente musicale, il wagnerismo si configura come la grandiosa sintesi dell'esperienza di quattro secoli di musica: da Palestrina – il cui stile corale polifonico riecheggia in Parsifal – a Claudio Monteverdi – il cui cromatismo armonico è ravvisabile nel Tristano e Isotta – da Bach – il cui magistero contrappuntistico è avvertibile ne I maestri cantori di Norimberga – a Mozart – per la raffinatezza dello strumentale e l'estrema perfezione formale – da Luigi Cherubini – la cui concezione drammaturgica è presente nel Wort Ton Drama wagneriano – a Beethoven – per la tecnica di elaborazione e sviluppo dei Leitmotiv e la variazione del materiale tematico, oltre che per il "titanismo" e il sentimento eroico di cui è intrisa l'intera produzione wagneriana – da Mendelssohn – per la ricca tavolozza orchestrale e timbrica – a Hector Berlioz – delle cui conquiste e innovazioni nel campo dell'orchestrazione e della strumentazione si avvale l'opera wagneriana – da Bizet – per la profonda e acuta introspezione psicologica che scandaglia l'animo umano – a Liszt – per la sconcertante audacia e arditezza degli accordi.

## Composizioni

### Drammi musicali
- Le nozze (Die Hochzeit) (1832, incompiuto)
- Le fate (Die Feen) (1834, Prima: 29 giugno 1888 Monaco di Baviera)
- Il divieto d'amare o La novizia di Palermo (Das Liebesverbot oder Die Novize von Palermo) (1834-1836, Prima: 29 marzo 1836 Magdeburgo)
- Rienzi, l'ultimo dei tribuni (Rienzi, der letzte der Tribunen) (1837-1840, Prima: 20 ottobre 1842 Dresda)

Wagner riteneva solo le seguenti dieci opere meritorie di essere rappresentate a Bayreuth:
- L'olandese volante (Der Fliegende Holländer) (1840-1841, Prima: 2 gennaio 1843 Dresda. Rielaborato nel 1852 (Zurigo) e nel 1864 (Monaco)) (Prima italiana: 14 novembre 1877 Bologna)
- Tannhäuser (1842-1845, Prima: 19 ottobre 1845 Dresda, cd. "Versione di Dresda"). Rielaborato nel 1861 (Parigi, cd. "Versione di Parigi", in lingua francese) e nel 1875 (Vienna, cd. "Versione di Vienna") (Prima italiana: 7 novembre 1872 Bologna)
- Lohengrin (1845-1848, Prima: 28 agosto 1850, Weimar) (Prima italiana: 1º novembre 1871 Bologna)
- L'anello del Nibelungo (Der Ring des Nibelungen), in quattro parti:
  - Prologo: L'oro del Reno (Das Rheingold) (1851-1854, Prima: 22 settembre 1869 Monaco)
  - Primo giorno: La Valchiria (Die Walküre) (1851-1856, Prima: 26 giugno 1870 Monaco)
  - Secondo giorno: Sigfrido (Siegfried) (1851-1871, Prima: 16 agosto 1876 Bayreuth)
  - Terzo giorno: Il crepuscolo degli dei (Götterdämmerung) (1848-1874, Prima: 17 agosto 1876 Bayreuth) (Prima italiana della Tetralogia: 14-18 aprile 1883 Venezia)
- Tristano e Isotta (Tristan und Isolde) (1856-1859, Prima: 10 giugno 1865 Monaco) (Prima italiana: 2 giugno 1888 Bologna)
- I maestri cantori di Norimberga (Die Meistersinger von Nürnberg) (1845-1867, Prima: 21 giugno 1868 Monaco) (Prima italiana: 26 dicembre 1889 Milano)
- Parsifal (1865-1882, Prima: 26 luglio 1882 Bayreuth) (Prima europea al di fuori di Bayreuth: 31 dicembre alle 22 ore Gran Teatre del Liceu Barcelona))

### Altre composizioni

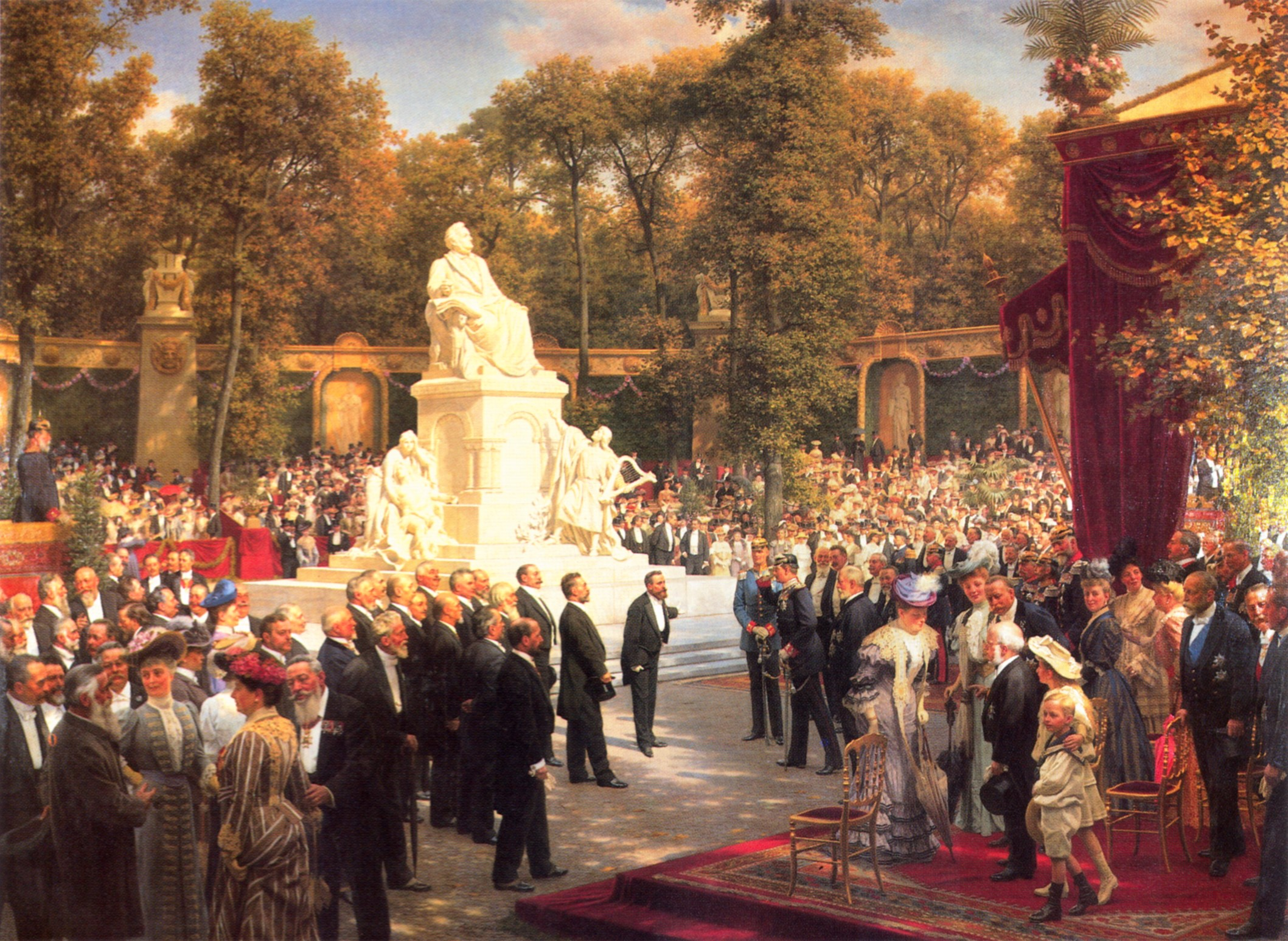
Lo Scoprimento del monumento a Richard Wagner a Berlino, di Anton von Werner (1908)

Oltre alle opere, Wagner compose un esiguo numero di brani per via della riluttanza a concepire musiche che non appartenessero alla sacralità del dramma musicale, fondamentale espressione del suo pensiero. Le uniche celebri composizioni eseguite al di fuori dei musik-dramen sono due, entrambi di carattere privato: l'Idillio di Sigfrido – un brano per piccola orchestra scritto in occasione del compleanno della moglie Cosima e di suo figlio Siegfried – e i Wesendonck-Lieder, cinque poesie scritte da Mathilde Wesendonck e musicate da Wagner contemporaneamente alla stesura del Tristano.
A diciannove anni compose una prima opera sinfonica: la Sinfonia in do maggiore; successivamente una sinfonia denominata Faust della quale completò solo il primo movimento, che divenne successivamente la Faust Ouverture; poi ancora alcune ouverture e una riorchestrazione dell'Ifigenia in Aulide di Gluck. Da ricordare anche una Marcia per il centenario americano, composta nel 1876 su commissione della città di Filadelfia, oggi pressoché sconosciuta. Dopo il completamento del Parsifal, Wagner si propose di riprendere a scrivere sinfonie, ma non scrisse più nulla di importante.
Le 113 composizioni di Wagner sono catalogate con la sigla WWV (acronimo di Wagner Werke Verzeichnis, ossia "Catalogo delle opere di Wagner"); l'elenco comprende anche testi senza parte strumentale. Wagner non scrisse composizioni per organo e i brani per tale strumento sono trascrizioni di terze parti la cui esecuzione, tuttavia, mantiene una notevole solennità.

### Poemi e abbozzi non musicati
- L'astuzia maschile è più grande di quella femminile, ovvero La felice famiglia degli orsi (Männerlist größer als Frauenlist oder Die glückliche Bärenfamilie) (1836)
- La saracena (Die Sarazenin) (1841, 1843)
- Le miniere di Falun (Die Bergwerke zu Falun) (1842)
- Federico I (Friedrich Barbarossa) (1846)
- Gesù di Nazareth (Jesus von Nazareth) (1849)
- Achille (1849)
- Alessandro (1849)
- I vincitori (Die Sieger) (1855)
- La morte di Rolando (1866)
- Le nozze di Lutero (Luthers Hochzeit) (1866)
- Wieland il fabbro (Wieland der Schmied) (1849)

### Brani celebri
Le ouverture e i passaggi orchestrali delle opere di Wagner sono spesso eseguite come brani a sé da eseguirsi in concerto: per la maggior parte di questi Wagner scrisse personalmente dei finali che permettessero una conclusione compiuta. Due esempi sono dati dal preludio del Parsifal e dalla marcia funebre di Sigfrido. I finali di Wagner non sempre però migliorano l'esecuzione concertistica: il preludio del Tristano viene infatti più spesso eseguito nella sua versione originale (direttamente tratta dall'opera) che nella versione da concerto.
Da sottolineare che vi sono brani composti da Wagner talmente famosi che sono noti anche a chi non ha familiarità con la musica classica; per citarne solo i più celebri: l'Ouverture e il Coro delle filatrici da L'olandese volante, la Musica del monte di Venere, l'Entrata degli ospiti e il Coro dei Pellegrini dal Tannhäuser, il Preludio al 1º e al 3º Atto e il Coro nuziale dal Lohengrin, il Preludio al 1º Atto e il Coro delle figlie del Reno da L'oro del Reno, la Cavalcata delle Valchirie e l'Incantesimo del fuoco da La Valchiria, il Preludio al 1º e al 3º Atto e la Morte e Trasfigurazione di Isotta dal Tristano e Isotta, l'Ouverture e il Coro della Corporazione da I maestri cantori di Norimberga, la Forgiatura della spada Notung e il Mormorio della foresta dal Sigfrido, il Viaggio di Sigfrido sul Reno, la Marcia funebre e l'Immolazione degli Dei dal Crepuscolo degli Dei, il Preludio al 1º e al 3º Atto e l'Incantesimo del venerdì Santo dal Parsifal, figurano tra i motivi e i temi musicali più popolari al mondo.

## Scritti

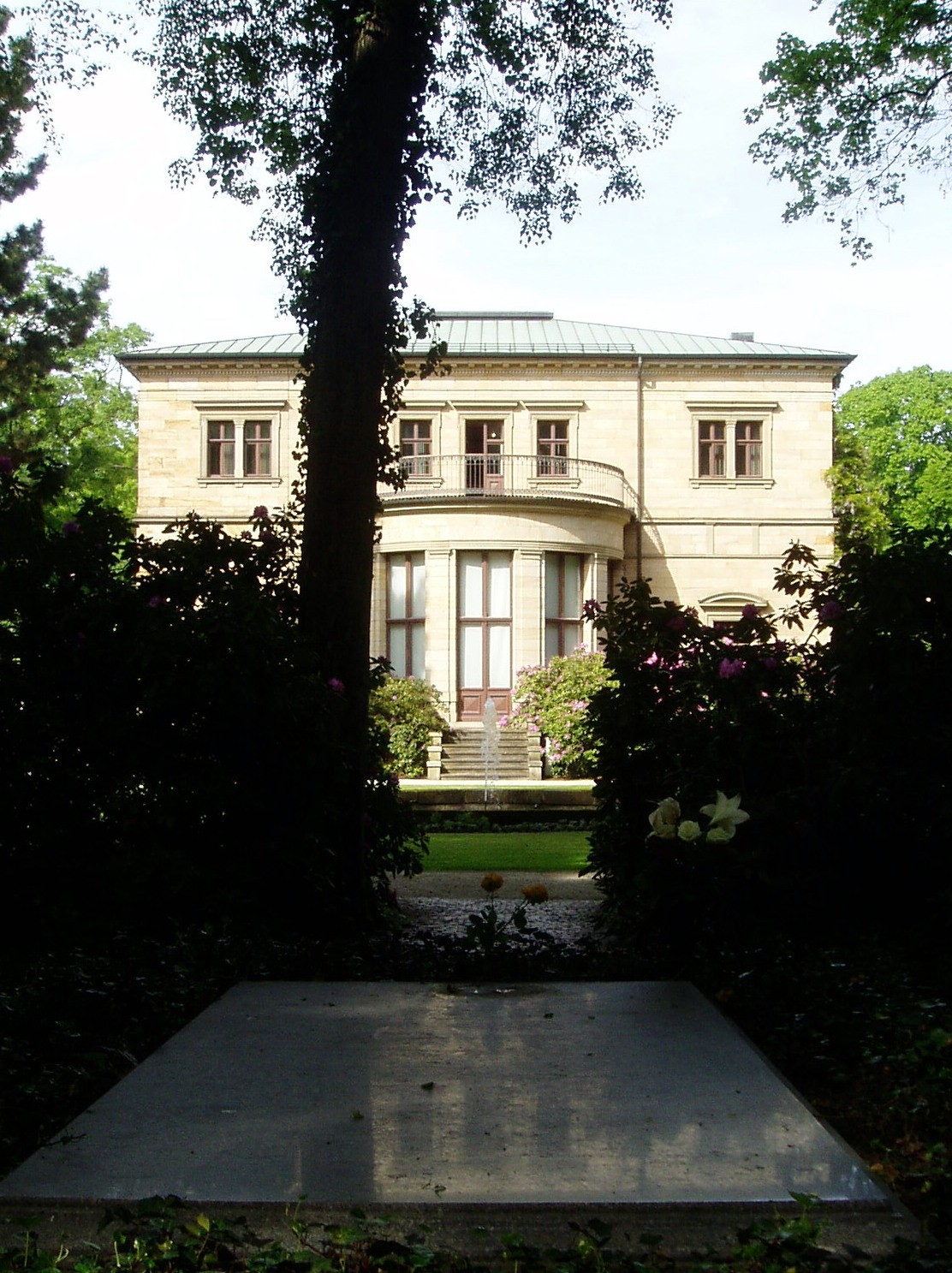
Tomba di Richard e Cosima Wagner nel giardino di Villa Wahnfried, a Bayreuth

### Opere in prosa
Di Wagner è stato detto che ha scritto più libri che musica, tant'è che la sua produzione letteraria è imponente e spazia dagli articoli di giornale alla novellistica, dagli scritti autobiografici (fra cui spicca Mein Leben, tuttora reperibile in qualsiasi biblioteca) ai saggi, dalle opere teoriche più impegnative a interventi su temi pratici come la direzione d'orchestra o la proposta di riforma della cappella reale di Dresda e la politica.
Paolo Isotta, nel suo saggio introduttivo a L'opera d'arte dell'avvenire, ha scritto che per comprendere Wagner sono indispensabili gli scritti del periodo di Zurigo. «Sono opere tra il filosofico, il politico e l'estetico, che rappresentano il nerbo dei tredici volumi delle sue prose» tra le quali le quattro maggiori, Arte e rivoluzione, L'opera d'arte dell'avvenire, Opera e dramma, Il giudaismo nella musica. «Per capire Wagner, i quattro scritti zurighesi sono indispensabili. (...) Se considerati separatamente dalla produzione artistica del loro autore, acquisiscono un senso ben diverso da quello che posseggono in realtà».
Famoso è il saggio Il giudaismo nella musica (Das Judentum in der Musik), libello antisemita concepito come un attacco a Giacomo Meyerbeer e Felix Mendelssohn e pubblicato con lo pseudonimo di "K. Freigedanken" ("K. Liberopensiero") nella rivista Neue Zeitschrift für Musik nel 1850 e ristampato in una versione ampliata con il suo nome nel 1869.
Lista delle opere principali:
- L'opera tedesca (primo articolo di Wagner, apparso anonimo sul giornale dell'amico Heinrich Laube Zeitung für die elegante Welt il 10 giugno 1834)
- Pellegrinaggio a Beethoven (Eine Pilgerfahrt zu Beethoven) (novella apparsa sulla Gazette Musicale di Parigi in quattro puntate nel novembre 1840) (1840)
- La fine di un musicista a Parigi (Das Ende eines Musikers in Paris) (novella) (1840)
- Virtuoso e artista (articolo) (18 ottobre 1840)
- Sulla musica tedesca (articolo) (1840)
- L'artista e il pubblico (articolo sulla Gazette Musicale del 1º aprile 1841)
- Halévy e l'opera francese (1842)
- Abbozzi autobiografici (Autobiographische Skizze) (1843)
- Sulla cappella reale (memorandum) (1846)
- I Wibelunghi: dalla leggenda alla storia (1846)
- La saga dei Nibelunghi (abbozzo in prosa) (1848)
- La Germania e i suoi prìncipi (Deutschland und seine Fürsten) (articolo anonimo apparso sui Volksblätter del 15 ottobre 1848)
- L'uomo e la società attuale (articolo anonimo apparso sui Volksblätter del 10 febbraio 1849)
- Arte e rivoluzione (Die Kunst und die Revolution) (1849)
- L'arte dell'avvenire (incompiuto) (1849)
- L'opera d'arte dell'avvenire (Das Kunstwerk der Zukunft) (1849)
- Arte e clima (Kunst und Klima) (articolo apparso sulla rivista Deutsche Monatsschrift, febbraio 1850)
- Il giudaismo nella musica (Das Judentum in der Musik) (articolo apparso sulla rivista Neue Zeitschrift für Musik, 3 e 6 settembre 1850)
- Opera e dramma (Oper und Drama) (1850-1851)
- Un teatro a Zurigo (Ein Theater in Zürich) (1851)
- Comunicazione ai miei amici (Eine Mitteilung an meine Freunde) (1851)
- Il furto dell'oro del Reno (abbozzo in prosa) (1851)
- Relazione conclusiva sull'"Anello" e sulla sua genesi (1862)
- Prefazione all'edizione dei libretti dell'"Anello del Nibelungo" (1862-1863)
- Stato e religione (Über Staat und Religion) (1864)
- La mia vita (Mein Leben) (1865-1880, edizione pubblica 1911)
- Che cosa vuol dire tedesco? (Was ist deutsch?) (1865, pubblicato nel 1878 sui Bayreuther Blätter)
- Arte tedesca e politica tedesca (Deutsche Kunst und deutsche Politik) (serie di articoli apparsi nella Süddeutsche Presse) (1867)
- Sulla direzione d'orchestra (Über das Dirigiren) (1869)
- Beethoven e la nazione tedesca (Beethoven und die deutsche Nation) (abbozzo) (1870)
- Beethoven (1870)
- Ricordi su Auber (Erinnerungen an Auber) (1871)
- Sul fine dell'opera (Über die Bestimmung der Oper) (conferenza tenuta alla Reale accademia delle arti di Berlino il 28 aprile 1871)
- Attori e cantanti (Schauspieler und Sänger) (1872)
- Il teatro del Festival di Bayreuth. Con una relazione sulla posa della prima pietra (1873)
- Sguardo retrospettivo sul Festival dell'anno 1876 (Rückblick auf die Bühnenfestspiele des Jahres 1876) (1878)
- Modernità (Modern) (1878)
- Pubblico e popolarità (Publikum und Popularität) (1878)
- Religione ed arte (Religion und Kunst) (1880)
- Conosci te stesso (Erkenne dich selbst) (1881)
- L'età eroica e il Cristianesimo (Heldentum und Christentum) (1881)
- Il Bühnenweihfestspiel a Bayreuth nel 1882 (Das Bühnenweihfestspiel in Bayreuth 1882) (1882)
- Relazione sulla ripresa di un'opera giovanile (Bericht über die Wiederaufführung eines Jugendwerkes) (1882)
- Sull'elemento femminile nella specie umana (Über das Weibliche im Menschlichen in Kultur und Kunst) (rimasto incompiuto per la morte del compositore) (1882-1883)

### Opere poetiche
- Leubald e Adelaide (Leubald und Adelaide) (la prima opera in assoluto di Wagner, scritta all'età di 15 anni. È una tragedia ispirata all'Amleto di William Shakespeare) (1827)
- Il mito dei Nibelunghi, progetto di un dramma (Der Nibelungen-Mythus) (1848)
- Die Not (poesia) (1849)
- Una capitolazione. Commedia alla maniera classica (Eine Kapitulation) (1870)
- All'esercito tedesco davanti a Parigi (An das deutsche Heer vor Paris) (1871)

## Influenza sulla musica leggera e sul rock
Un'influenza è presente nel cosiddetto "rock wagneriano", il cui maggior esponente è Jim Steinman.

### Influenza sulla musica metal
Secondo Joey DeMaio, bassista della band heavy metal/epic metal Manowar, Wagner è il maggior ispiratore della musica metal, in particolare dell'epic metal. Wagner è anche uno dei molti musicisti romantici che ispirarono il metal neoclassico.

## Wagner nella cultura di massa

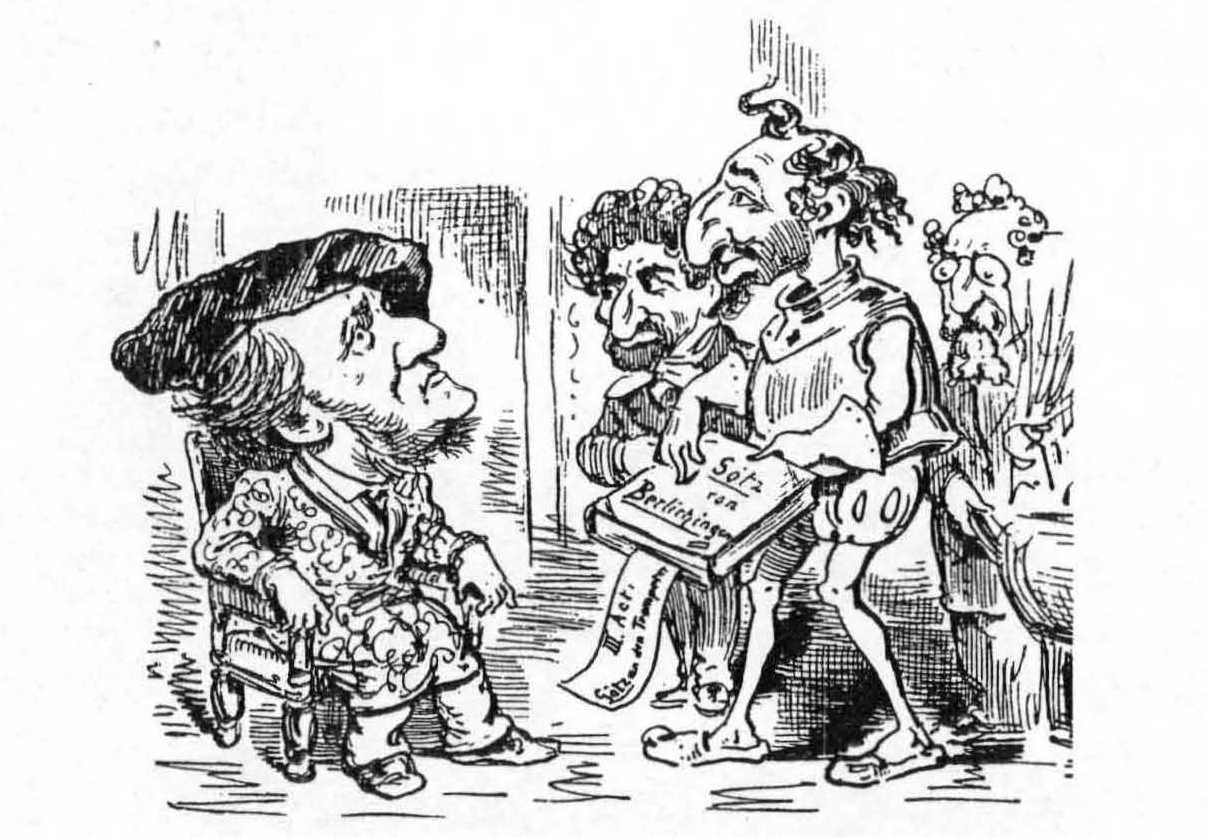
Caricatura del 1875 di Wagner a Vienna con alcuni collaboratori

- La musica di Wagner è decisamente presente anche a livello popolare: in particolare il leitmotiv della Cavalcata delle Valchirie, tratto da La Valchiria, è uno dei temi musicali più utilizzati a livello televisivo, cinematografico e pubblicitario. Compare, ad esempio in Apocalypse Now, 8½, Superfantozzi, The Blues Brothers e Operazione Valchiria; è presente inoltre nella missione finale del videogioco Far Cry 3. La cavalcata è, anche se riarrangiata in una versione rock, la musica di ingresso del wrestler Daniel Bryan.
- Nel 1983 fu girato lo sceneggiato Wagner, con Richard Burton nella parte del compositore e con un cast stellare, nel quale figurava anche il compositore William Walton.
- Il brano del Funerale di Sigfrido, tratto da Il crepuscolo degli dei è altrettanto popolare nel cinema. Viene usato, per esempio, in Excalibur e persino in una breve sequenza de L'armata Brancaleone (la prima comparsa di Brancaleone, uscendo dalla tenda).
- Woody Allen cita il musicista, ironizzando sul fatto che fosse uno dei compositori preferiti da Adolf Hitler, nel film Misterioso omicidio a Manhattan (1993): "Lo sai che non posso ascoltare troppo Wagner... sento già l'impulso a occupare la Polonia!".
- Su Topolino del 1989 è apparsa la parodia del poema I Nibelunghi e, insieme della stessa tetralogia wagneriana, La Trilogia di Paperin Sigfrido e l'oro del Reno, disegnato da Guido Scala, in cui i personaggi Disney interpretano quelli della leggenda nordica. Sempre dello stesso disegnatore è anche la parodia de L'olandese volante.
- Il leitmotiv di Sigfrido compare nell'episodio 50 della stagione 1 di Bugs Bunny.
- Nel romanzo Il codice da Vinci di Dan Brown, Wagner è descritto come un iniziato che, come altri, tenta di trasmettere quella che secondo il libro è la vera storia del Graal attraverso il Parsifal, che sarebbe un'allegoria della ricerca della verità e della tomba di Maria Maddalena, come sposa di Cristo e madre della sua discendenza, intento anche del ciclo arturiano dal quale la storia è tratta. Si riporta anche un collegamento con gli interessi di Wagner riguardo al femminino sacro.
- Una delle stazioni della linea 1 della metropolitana di Milano prende il nome dal piazzale soprastante intitolato all'omonimo compositore.
- A Wagner è intitolato il cratere Wagner su Mercurio.[66]

### Monumenti dedicati a Richard Wagner
- Monumento a Richard Wagner a Monaco di Baviera
- Monumento a Richard Wagner a Berlino
- Richard-Wagner-Stätten Graupa a Dresda
- Richard-Wagner-Hain a Lipsia
- Busto di Richard Wagner a Bayreuth
- Busto di Richard Wagner a Venezia nei giardini Napoleonici (o della Biennale), ubicati nel sestiere di Castello
- Statua bronzea di Richard Wagner a La Spezia nella Piazza Sant'Agostino